# Polychromie
Polychromie (van het Griekse polus (veel) en chrōma  (kleur)) is de toepassing van meerdere kleuren in de kunst. De term wordt vooral gebruikt in de (archeologische) beschrijving van keramiek, beeldhouwkunst en bouwkunst, maar ook voor bijvoorbeeld prehistorische grotschilderingen. In de westerse cultuur wordt het begrip veel gebruikt voor middeleeuwse christelijke beeldhouwkunst en kerkinterieurs, zie Polychromie in de westerse cultuur.

## Begripsgebruik
Het begrip polychrome werd in het Frans geïntroduceerd door Quatremère de Quincy in zijn werk Le Jupiter Olympien in 1814, waarmee hij de veelkleurigheid op klassieke beeldhouwkunst aanduidde. Het woord kwam van het Griekse πολυχρωμος (poluchrōmos), dat in 1454 al eens was vermeld door Henri Estienne (in Thesaurus 6). Het begrip werd in de loop van de 19e eeuw terugkerend gebruikt in het polychromiedebat door onderzoekers, verdedigers en sceptici van kleurgebruik in de klassieke oudheid. Nadien werd het begrip ook breder gebruikt met betrekking tot de polychromie in de westerse cultuur, vooral ook met betrekking tot kerkelijke kunst (zowel in kerkinterieuren als op heiligenbeelden). Ten slotte wordt het begrip echter ook breder gebezigd in kunstbeschrijvingen van culturen over de hele wereld.

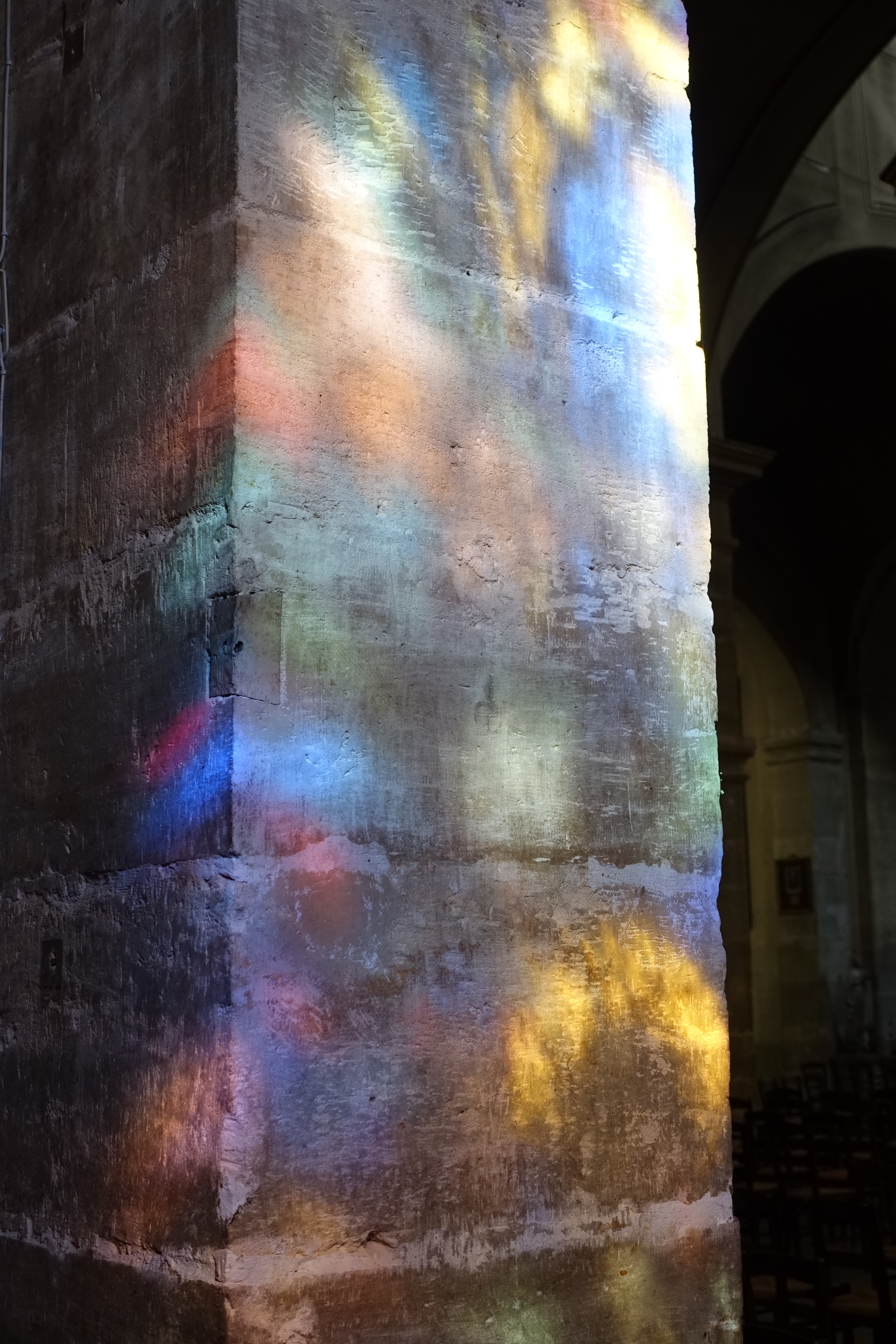
Projectie van kleuren bij lichtschijnsel door een glas-in-loodraam. De projectie van kleuren door middel van licht wordt wel beschouwd als de 'derde vorm' van polychromie, na materiaalpolychromie en geschilderde polychromie.

Er zijn in de architectuur en beeldhouwkunst verschillende vormen polychromie te onderscheiden.
1. Waar de veelkleurigheid in de zichtbare materialen zelf aanwezig is, zoals in marmer, in de tesserae in mozaïek-kunstwerken, maar ook in baksteen, wordt ook wel gesproken van natuurlijke polychromie, permanente polychromie, constructieve polychromie of materiaalpolychromie.[4][5]
2. De tweede (en meest gehanteerde) vorm betreft de geschilderde polychromie, waarbij een werk van kleuren is voorzien door de aanbrenging van pigmenten. In gebouwen kan daarin onderscheid gemaakt worden tussen figuratieve kunst enerzijds en de abstracte zogenoemde architectuurpolychromie anderzijds, bijvoorbeeld bij de beschildering van constructieve elementen.[6] Vooral bij het veelkleurig beschilderen van beeldhouwwerk wordt het werkwoord polychromeren gebruikt. In middeleeuwse documenten wordt het aanbrengen van kleurlagen op beelden, inclusief vergulding, vaak stofferen genoemd.[7]
3. De projectie van kleuren bij schijnsel van licht door bijvoorbeeld glas-in-loodramen of weerkaatsing via kleurrijke materialen kan, in lijn met de opvattingen van Eugène Viollet-le-Duc en Joseph Cuypers, worden gezien als de 'derde vorm' van polychromie.[8][9] Licht wordt ook als belangrijke factor beschouwd in de context van polychrome prehistorische grotschilderingen.[10]

Voor het tegenovergestelde fenomeen, het gebruik van slechts één kleur, wordt het woord monochromie gebruikt. In enkele gevallen wordt het gebruik van twee kleuren specifiek getypeerd als bichroom.
Verwante begrippen zijn polychromatisch, veelal gebruikt voor licht met verschillende golflengtes, en polychromasie, dat vooral gebruikt wordt om een relatief hoge mate van de kleur blauw in rode bloedcellen aan te duiden.

## Afrika

### Oud-Egyptische architectuur en beeldhouwkunst

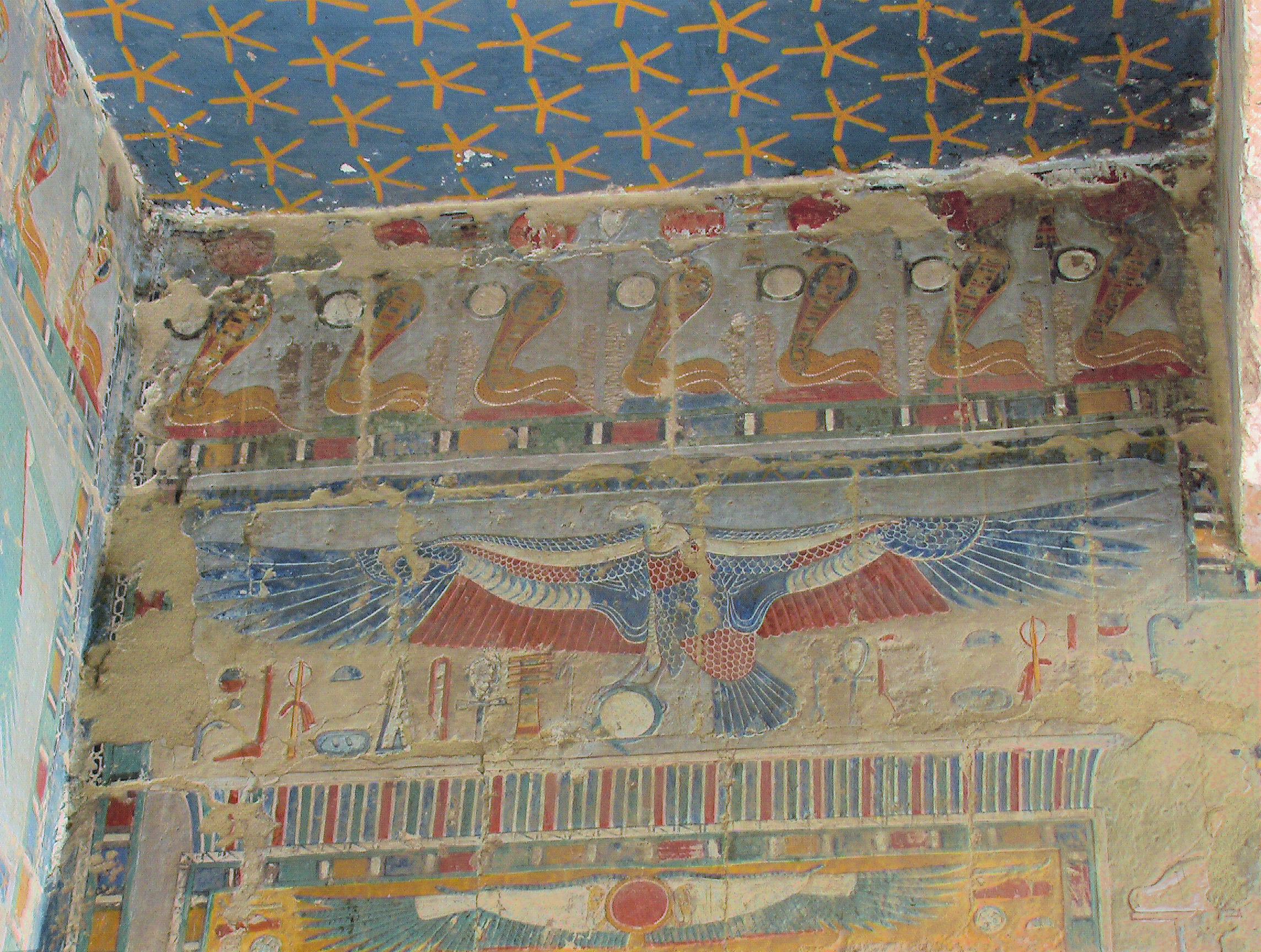
Fragment uit de Tempel van Hatsjepsoet (farao van ca. 1479–1458 v.Chr.)

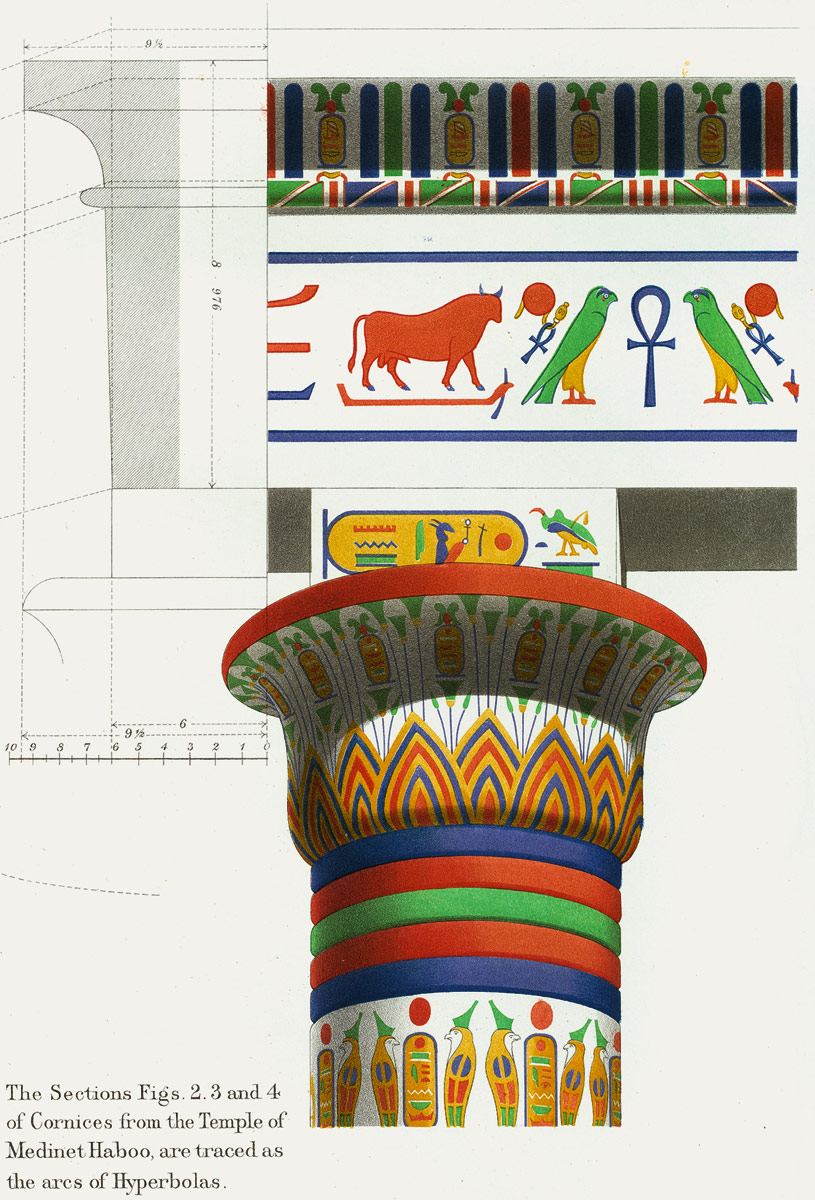
Reconstructie van de Medinet Haboe-tempel van Ramses III (farao ca. 1194–1163 v.Chr.)

Alle beelden in het Oude Egypte waren volledig beschilderd, en ook in de architectuur had polychromie een grote rol. Door de structurele onderdelen te stuccen ontstonden grote, onafgebroken oppervlakken die werden voorzien van kleurrijke decoratie zoals hiëroglieven. In het Oude Rijk bestond het kleurenpalet uit zeven basiskleuren: zwart, wit, rood, geel, groen, blauw en grijs. Deze set werd in latere perioden uitgebreid met bruin, roze en verschil in blauwtinten. Blauw werd met name gebruikt in de zolderingen. In de polychrome fresco's werden mannen veelal met een donkere huid afgebeeld, en de vrouwen met een lichte. Op veel beelden is de polychromie in de tijd vervaagd of vergaan, wat des te meer geldt voor houten artefacten die nog kwetsbaarder waren voor onder meer vocht.

### Afrikaanse rotsschilderingen
In Afrika zijn op diverse plekken polychrome rotsschilderingen gevonden. Bij de Middellandse Zee in Libië in Noord-Afrika werden polychrome schilderingen aangetroffen die uit het 4e millennium voor Christus stammen. De landbouwers en herders trokken door uitdroging van het Noord-Afrikaanse hoogland onder meer naar het noorden, en legden wellicht de basis voor de Egyptische beschaving. In Zimbabwe in het zuiden van het continent zijn de rotstekeningen Diana's Vow gedateerd uit verschillende tijdperken. De polychrome schilderingen komen uit een tijd die volgde op periodes van allereerst schilderingen met monochrome silhouetten zonder omlijning en later lijntekeningen met een lichtere inkleuring. In Zuid-Afrika zijn in de Drakensbergen grote aantallen schilderingen gevonden met polychrome kleurvlakken. Van de 147 vindplaatsen in het noorden van KwaZoeloe-Natal bestond 32% uit drie of vier basiskleuren. Hoewel eerder werd vermoed dat de intrede van meerkleurige arceringen pas in de 18e of 19e eeuw plaatsvond, worden deze tekeningen in 21e-eeuws onderzoek gedateerd op een oudheid van 2000 tot 1600 jaar.

### Afrikaans beeldhouwwerk
Figuratief beeldhouwwerk bleef in Afrika vaak onbeschilderd, waardoor het donkere hout zichtbaar bleef. Gezichtsmaskers en dansschilden van verschillende volken werden vaak juist wel polychroom beschilderd of van kleurige klei voorzien. Na de kolonisatie ontstonden in Ivoorkust de polychrome zogenaamde colon-beelden (afkomstig van het woord colonial, koloniaal), waarbij de houten beelden Afrikanen in kleurrijke westerse kleding voorstelden. Deze beelden waren gebaseerd op de blolo bla en de bloblo bian, de beelden die de Baoulé maakten als representatie van partners in de geestenwereld, en kregen in de Westerse wereld grote populariteit in de jaren na de Tweede Wereldoorlog.

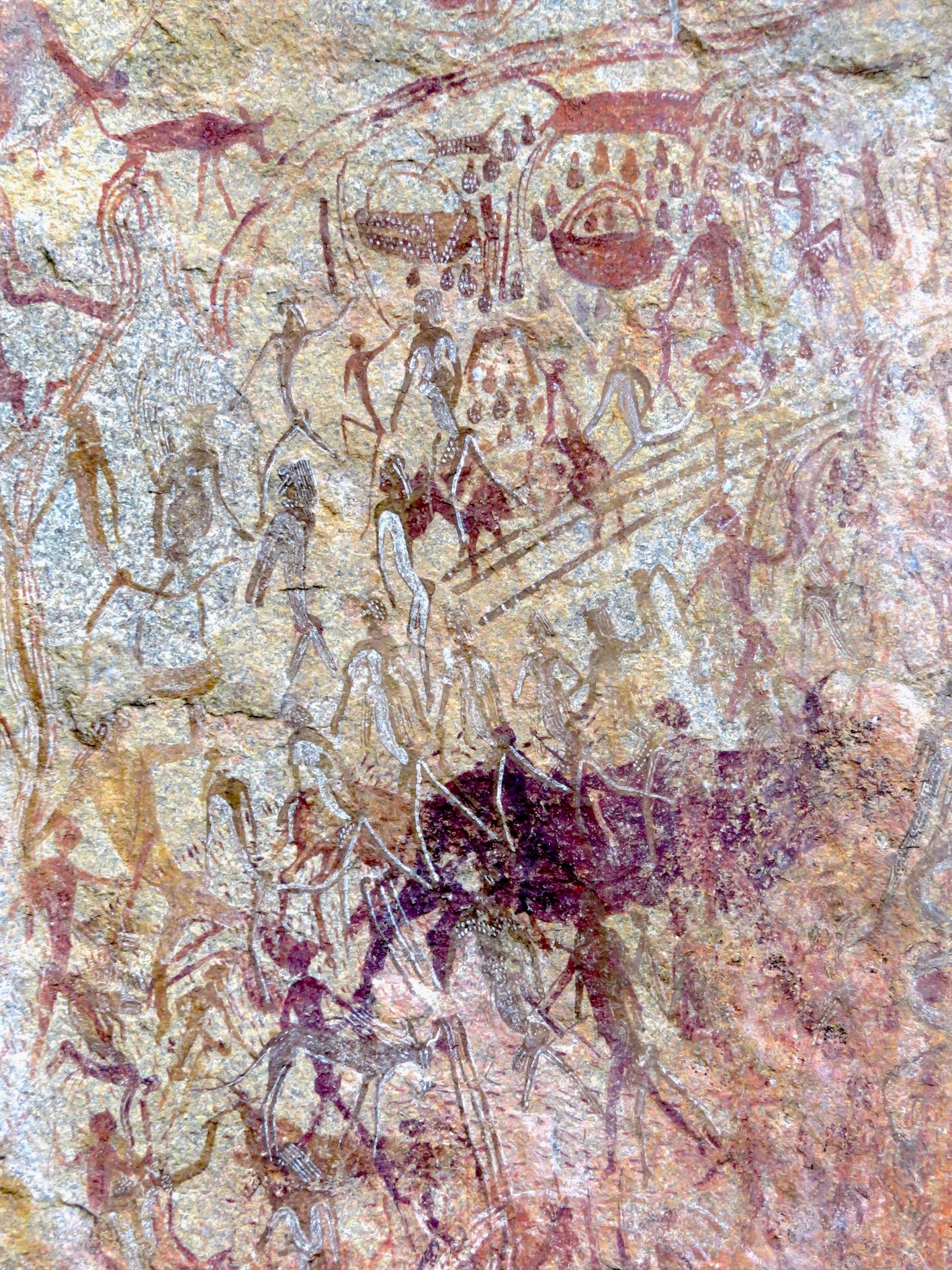
Rotstekening van Diana's Vow
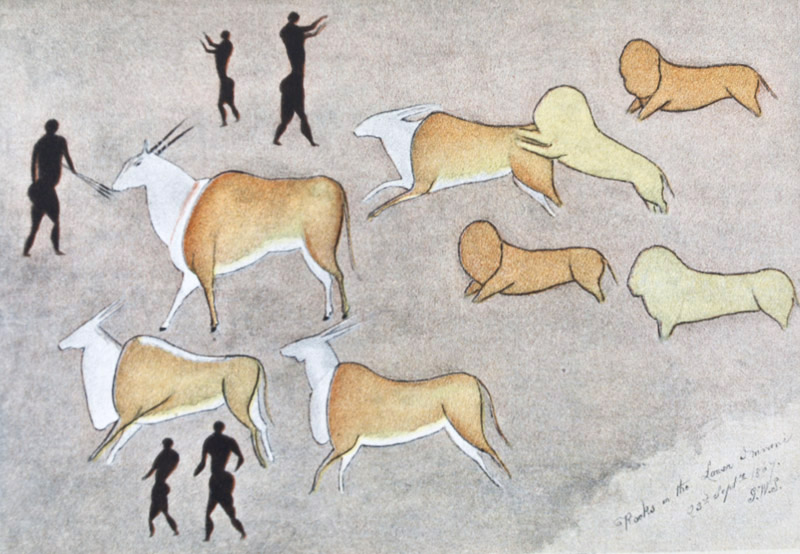
Tekening door George William Stow van grotschilderingen in de Drakensbergen, Zuid-Afrika.
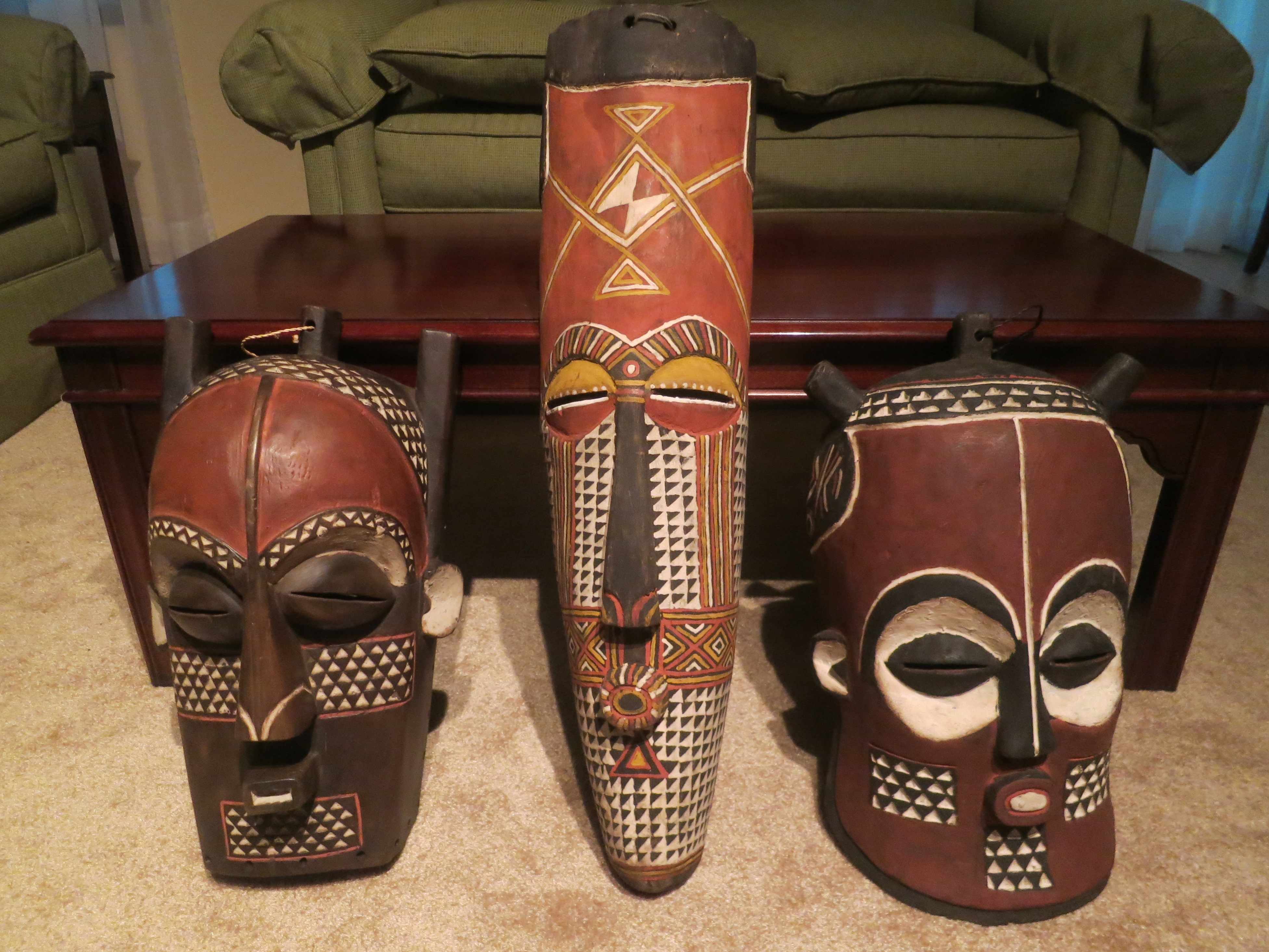
Beschilderde maskers uit Congo
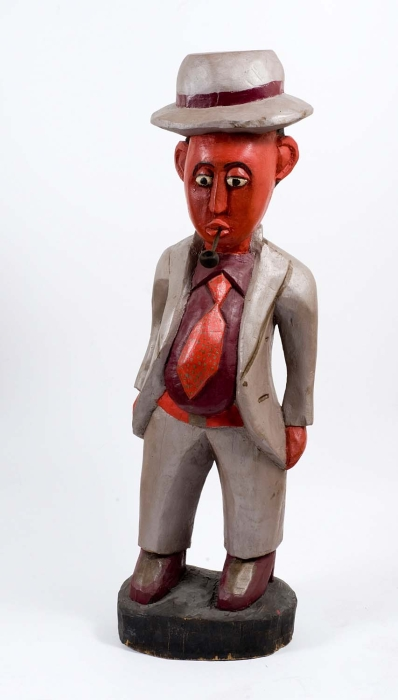
Een colon statue uit het midden van de 20e eeuw.

## Azië

### Keramiek, architectuur en beeldhouwkunst in het Oude Nabije Oosten en Midden-Oosten

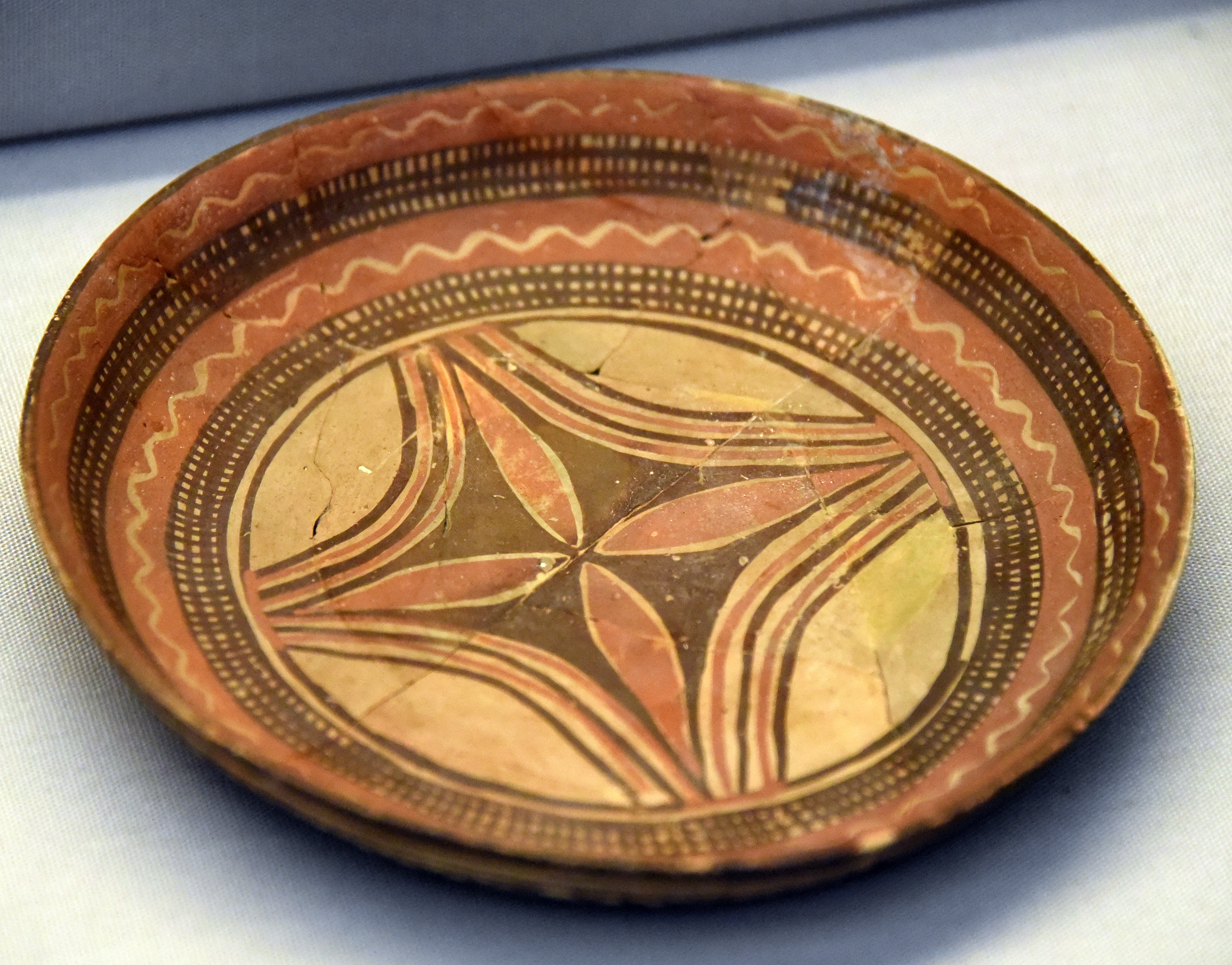
Aardewerk uit de Halafcultuur (ca. 5900/5800-5400 v.Chr.).

In het neolithicum in Zuidwest-Azië ontstond al vroeg kleurgebruik in de kunst. De Halafcultuur (ca. 5900/5800-5400 v.Chr) in het huidige Syrië staat bekend om haar polychrome keramieke waren zoals porselein. Ook in de daaropvolgende tijd, in het Oude Nabije Oosten, vormde het kleurgebruik een belangrijk onderdeel van de architectuur en beeldhouwkunst. De paleizen en tempels van de Perzen, Feniziërs en Babyloniërs waren voorzien van ivoor, goud, zilver, edelstenen en tapijten. In het algemeen waren beelden van al deze oude beschavingen beschilderd, en de (soms houten) standbeelden van koningen werden voorzien van gouden en diverse andere versieringen. In Massada in het huidige Israël bevat het fort van Herodes (1e eeuw n.Chr.), die hier was uitgeweken, meerdere polychrome decoraties zoals mozaïekvloeren.

### Perzische architectuur

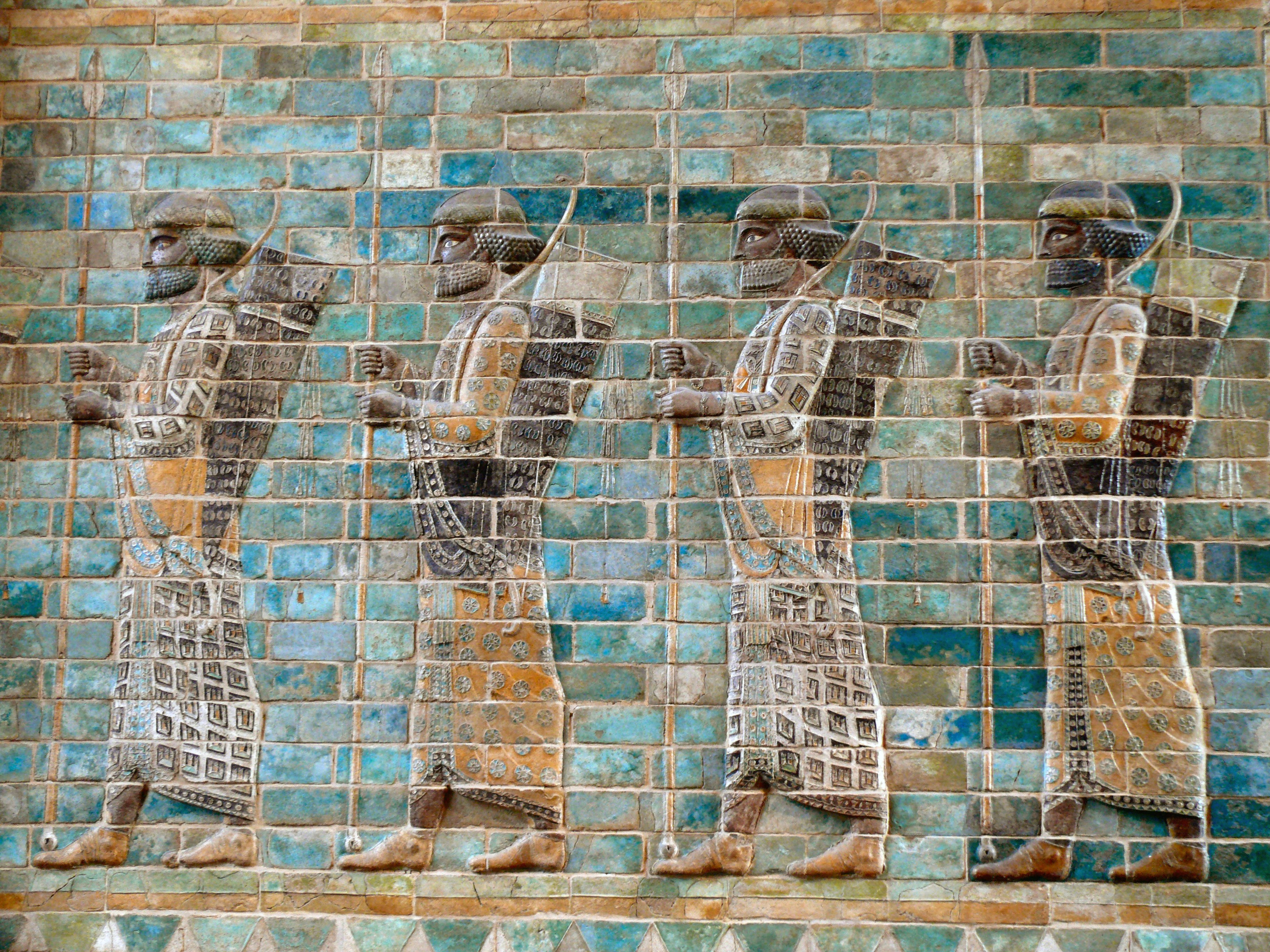
Verbeelding van boogschutters in een muur van geglazuurde stenen uit het apadana van het paleis van Darius (ca. 510 v.Chr.)

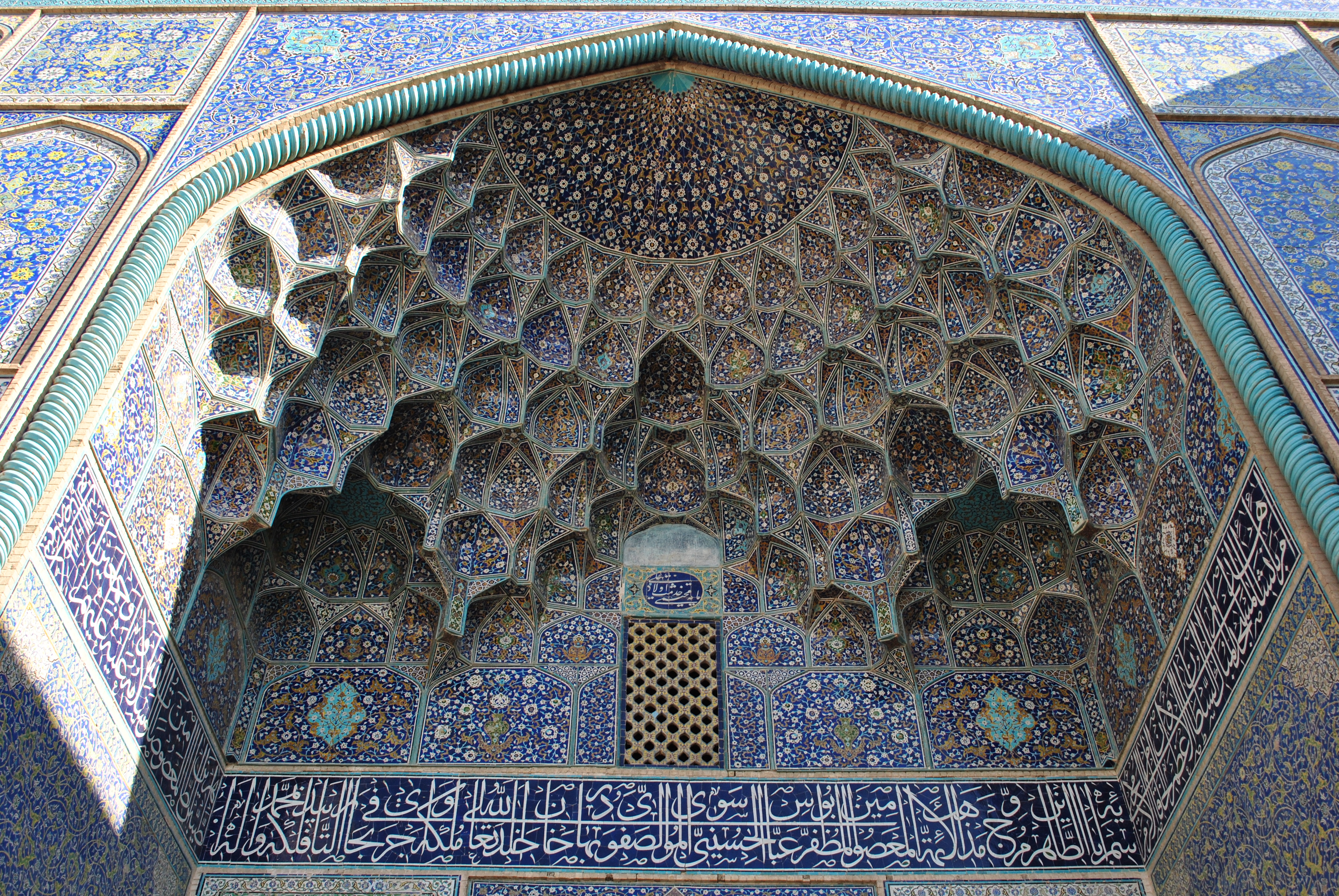
Muqarnas met cuerda-seca-tegels op de entree-iwan van de moskee van de sjah (1611-1638), Isfahan (Iran).

In het Perzische rijk had polychroom tegelwerk een lange geschiedenis. De oudst gedateerde tegels stammen uit de 13e eeuw v.Chr., en zijn afkomstig uit de tempel van Chogha Zanbil. In Susa werden meerdere polychrome, vierkante reliëftegels uit de 12e tot 6e eeuw v.Chr. gevonden, gemaakt van geschilderd emaille. Tijdens de Achaemenidische en Sasanidische perioden werd in de architectuur gebruik gemaakt van geglazuurde stenen, stucco's, marmeren mozaïeken en muurschilderingen. Grote bekendheid genieten de panelen met kleurrijke, geglazuurde tegels in het paleis van de Achaemenidische sjah Darius (ca. 510 v.Chr.) in Susa. Pas halverwege de 9e eeuw, twee eeuwen na de Islamitische veroveringen, begon de toepassing van tegelwerk aan een heropleving in heel Mesopotamië. De veelal kleurrijke tegels werden geproduceerd in onder meer Samarra, en werden geëxporteerd tot in Tunesië.
De Safawidische architectuur (1501-1736) kenmerkt zich door de glinsterende kleurveranderingen door de reflectie van licht op glanzende oppervlakken. De kleur verandert gedurende de dag op basis van de sterkte van het daglicht en de wijze waarop dat het gebouw binnenkomt, mede door irisatie. In de Europese middeleeuwse architectuur werd bij de polychromie ook wel met de lichtinval gewerkt, maar omvatte dat met name het spel van toon en schaduw.
Naast de mozaïektechniek door toepassing van verschillende gekleurde tegels of tesserae, kwam (vermoedelijk vanuit Spanje) de cuerda-seca-techniek op. Deze techniek maakte het mogelijk om op een tegel meerdere kleuren te combineren. Stroken met onder meer mangaan zorgen ervoor dat de kleuren niet in elkaar overvloeien, en laten een smalle, matzwarte lijn achter. Deze techniek maakte het ook mogelijk om het Arabische schrift vast te leggen. Voor het betegelen van complex vormgegeven gebouwonderdelen was het, in tegenstelling tot de mozaïek-techniek, een uitdaging om vooraf de juiste vorm van de tegels te bepalen.

### Byzantijnse architectuur

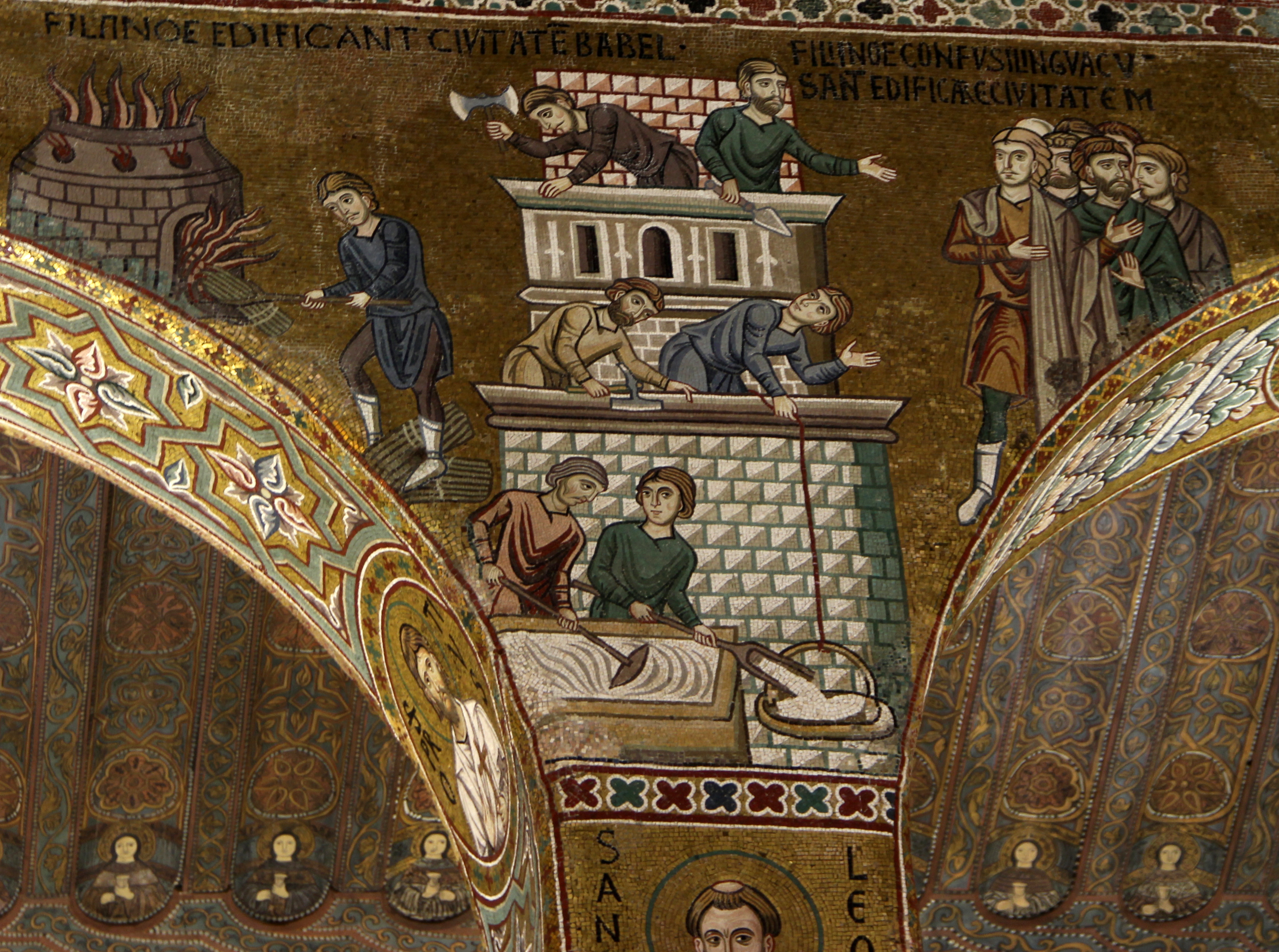
Byzantijnse mozaïek in de Cappella Palatina van het Palazzo dei Normanni

Het Byzantijnse rijk geniet onder meer bekendheid vanwege het heldergekleurde geglazuurde witte aardewerk vanaf halverwege de negende eeuw tot halverwege de twaalfde eeuw. Mogelijk was deze traditie rond het jaar 830 overgewaaid uit Baghdad. De productie vond met name plaats in Constantinopel en Nicomedia, en wellicht in Nicea (İznik). Een speciale toegepaste techniek was sgraffito met paars-bruine stippen en groene of oranje strepen. In de kerkarchitectuur genieten kleurrijke mozaïeken bekendheid, zoals die in Madaba. Bijzondere polychrome mozaïeken in de Byzantijnse architectuur bevinden zich in de Cappella Palatina van het Palazzo dei Normanni in Palermo.

### Ottomaanse architectuur

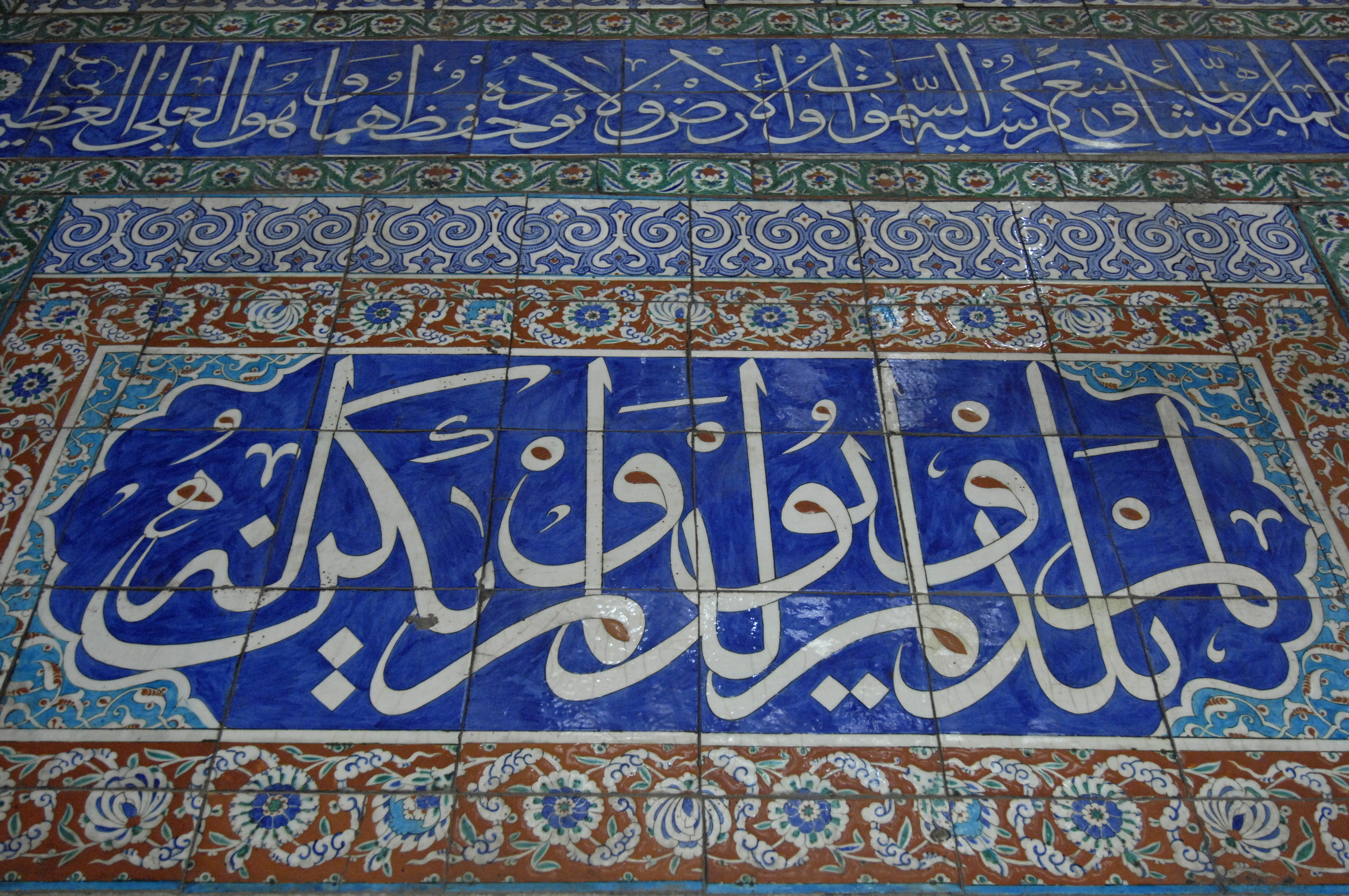
İznik-keramiektegels in de Muradiye-moskee in Manisa.

De Ottomaanse architectuur wordt vooral gekenmerkt door het gebruik van polychroom geglazuurde tegels als wanddecoratie. In eerste instantie werd, net als in het Perzische rijk, de cuerda seca-techniek veelvuldig toegepast. De Yeşil Camii (Groene Moskee) in İznik bevat geglazuurde tegels uit de 13e eeuw. In de 15e eeuw kwam vanuit diezelfde stad en Kütahya het İznik-keramiek op, waarbij kenmerkend tegelwerk (24×24cm) met onderglazuur werd geïntroduceerd dat met name bekendheid had van halverwege de 16e tot het eind van de 17e eeuw. De gekleurde tegels werden in diverse belangrijkere gebouwen zoals moskeeën toegepast, en vervingen vanaf de 16e eeuw de marmeren versieringen in moskeeën. De tegels zijn onder meer terug te zien in de Süleymaniye-moskee in Istanboel.

#### Syrische interieurarchitectuur ('ajami)
Uit de Ottomaanse tijd is ook de 'ajami karakteristiek, een techniek waarbij gekleurd houtsnijwerk werd vervaardigd, met name voor interieurs. De kunst is vooral bekend uit Damascus en Aleppo in Syrië. Al-'ajami is Arabisch voor 'vreemd' (niet-Arabisch), dat vermoedelijk een verband heeft met de duidelijke Perzische invloeden. De methodiek combineert complex houtsnijwerk met meerdere verflagen en verschillende materialen en decoraties. Afwisseling van matte en glimmende onderdelen zorgt daarbij voor een spel tussen licht en donker.

### Centraal-Aziatische architectuur (kundal)

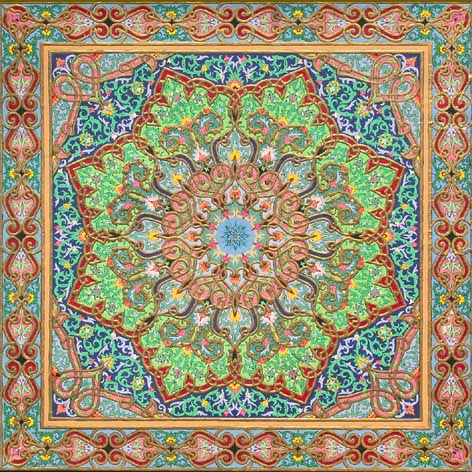
Tadzjikistaanse kundal

De historische regio's en landen in Centraal-Azië, zoals Khorasan en Transoxanië, kregen dankzij de doorkruising van de zijderoute invloeden van zowel het Arabisch Schiereiland als China. In het huidige Tadzjikistan ontstond tussen het einde van de 14e tot het begin van de 15e eeuw kundal: polychrome decoratieve muurschilderingen van lijmverf met vergulde reliëfs en ornamenten. Naast goud bestonden de schilderingen uit blauw aangevuld met andere kleuren zoals wit, rood en groen voor bloemen en ranken. Kundal bleef tot het einde van de negentiende eeuw een wijdverbreide decoratietechniek voor gebouwen in Centraal-Azië.

### Chinees porselein

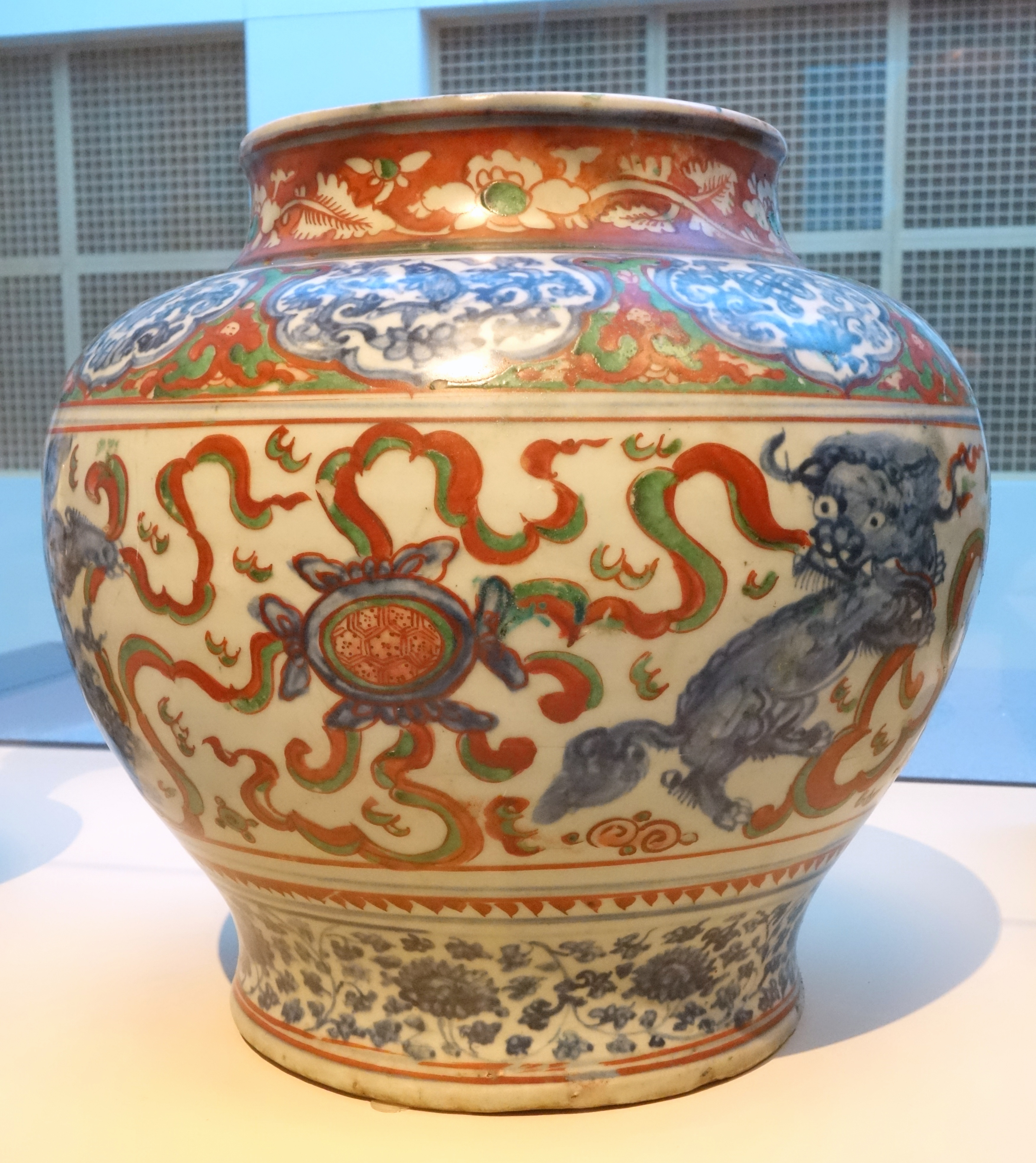
Porseleinen vaas met blauw (onderglazuur) en andere kleuren (bovenglazuur) (t.t. van keizer Zhengde, Ming-dynastie)

China is onder meer bekend vanwege het polychrome keramiek. Archeologisch onderzoek richt zich onder meer op polychroom loodgeglazuurd aardewerk uit de tijd tussen de Periode van de Strijdende Staten en de Han-dynastie. Bekendheid geniet het polychroom beschilderd porselein uit de Ming-dynastie, waarop inclusief de koude kleuren blauw en turquoise ook de warme rode, gele en groene kleuren werden gebruikt. Als hoogtepunt in het polychrome porselein wordt het doucai-porselein beschouwd, dat ten tijde van keizer Chenghua (1464-1487) werd geproduceerd. Het wucai-porselein, waarop meestal (maar niet uitsluitend) vijf kleuren werden toegepast, verscheen voor het eerst tijdens het keizerschap van Xuande (1425-1435). Het bleef populariteit genieten tot de heerschappij van Kangxi (1661-1722) in de Qing-dynastie, toen het ook op grote schaal richting Europa werd geëxporteerd.

### Chinese architectuur en beeldhouwkunst

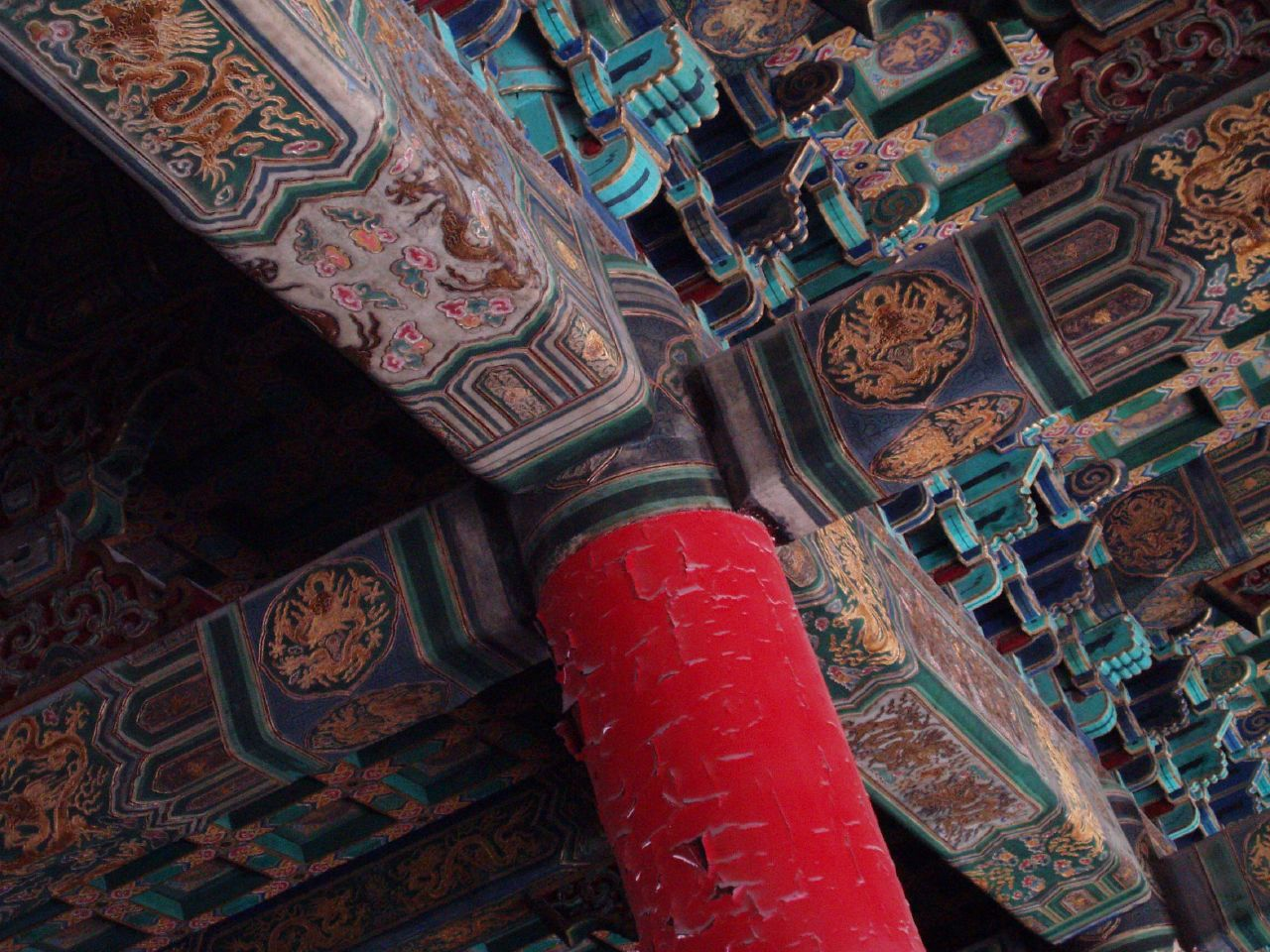
Polychromie op de constructiedelen in de Hal van de Mentale Cultivering in de Verboden Stad (Ming-dynastie (Jiajing) - Qing-dynastie)

Kleur vormt een belangrijk onderdeel van de Chinese architectuur, en kent een grote verscheidenheid in toepassingen. Rood is in het gehele land al eeuwenlang de belangrijkste kleur. Het polychrome, decoratieve kleurgebruik op gebouwen wordt caihua (彩画) genoemd, en is voor het eerst beschreven in de Periode van Lente en Herfst (770-476 v.Chr.). De caihua kent duidelijke onderscheidende kenmerken in Noord- en Zuid-China. In het noorden zijn de kleuren helder van toon en werd rood samen met andere warme kleuren aangebracht op kolommen, deuren en vensters. Onderdelen in de schaduw van de dakrand, zoals de lan'e (architraaf) en de dougong, bevatten met name koude kleuren zoals blauw en groen. In het zuiden van China zijn de kleurtonen eleganter en subtieler. In de exterieurs overheersen zwart en donkerbruin, met uitzondering van de tempels.

#### Terracottaleger
Ook het gehele Terracottaleger was beschilderd. De meeste van de beelden zijn gemaakt van grijs terracotta, enkele van rood terracotta. Over het algemeen vormt bruine verf de basis, met daarop kleurlagen verschillend in aantal, laagdikte en samenstelling. De blootstelling aan lucht na opgraving zorgde voor uitdroging van de klei en loslating van de kleurlagen. Mede om deze reden werd besloten gedeelten van het leger niet op te graven, in afwachting van ontwikkeling van betere methoden.

### Indiase hindoeïstische architectuur

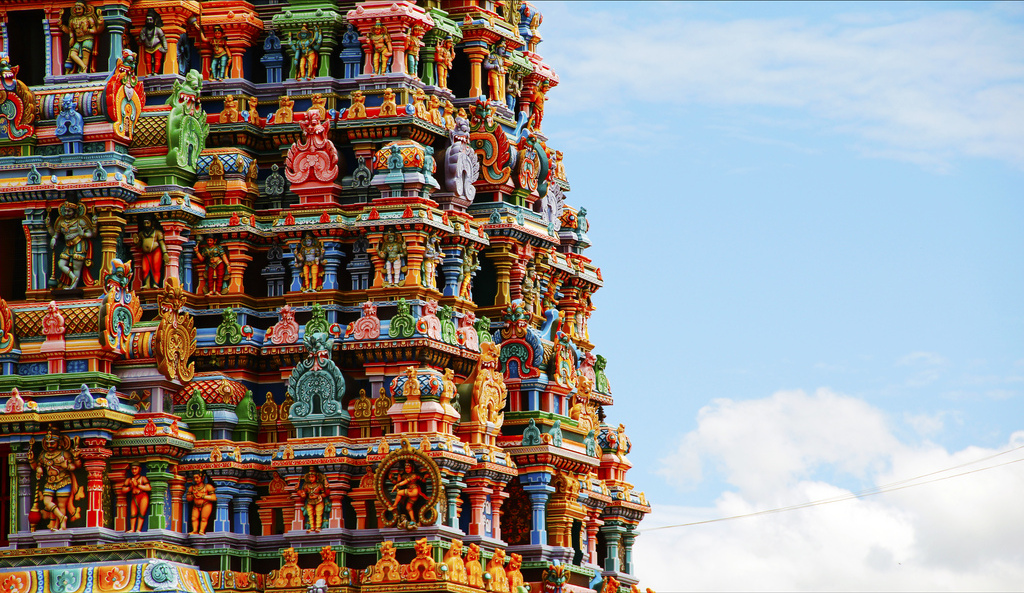
Fragment van een gopura van de Minakshitempel in Madurai (herbouwd in de 16e-17e eeuw op de plek van een eerder vernielde, eeuwenoude tempel)

In India genieten de hindoeïstische tempels bekendheid vanwege hun veelkleurigheid. De gopura's en vimana's van de tempels in Zuid-India zijn voorzien van repetities van polychroom geschilderde gipsen beelden. Het pleisterwerk is kwetsbaar voor de invloeden van regen en zon, waardoor meeste sculpturen die uit bijvoorbeeld de tijd van het Vijayanagararijk stammen ofwel grotendeels zijn vergaan, ofwel volledig zijn gerenoveerd en opnieuw geverfd.

### Boeddhistische architectuur en beeldhouwkunst langs de zijderoute
Een van de belangrijkste boeddhistische kunstwerken van India is het uit een klif gehouwen, goed bewaarde grottencomplex van Ajanta uit de 2e tot 5e eew n.Chr. Hierin bevinden zich meerdere tempels met polychroom beschilderde boeddhistische beelden en muurschilderingen.

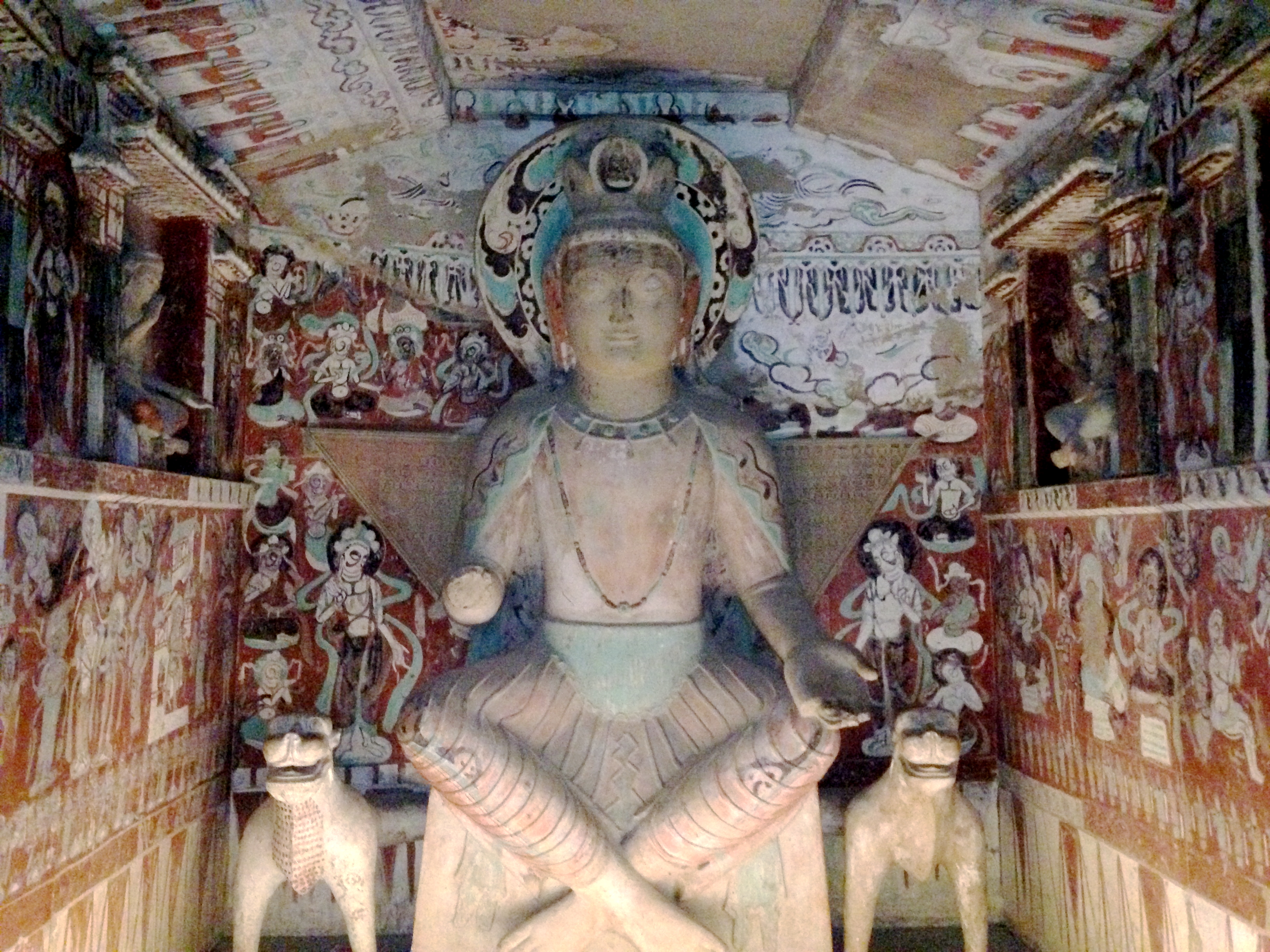
Beeld van Maitreya in de Mogaogrotten

Het boeddhisme verspreidde zich vanuit India langs de zijderoute. Er verschenen diverse boeddhistische grottempels met polychrome schilderingen. Een voorbeeld vormde het grottencomplex van de in 2001 vernielde Boeddha's van Bamyan in het huidige Afghanistan. Ongeveer 50 van de grotten waren versierd met muurschilderingen en beelden met invloeden van de Gupta's en de Sassaniden. Hierin zijn diverse boeddhistische motieven gevonden met onder meer Greco-Romaanse, Sassanidische, Indiase en Oost-Turkestaanse kenmerken. Opvallend is het goudkleurige uiterlijk gerealiseerd door de combinatie van een geel vernis met bladmetaal, dat overeenkomsten vertoont met Europees-middeleeuwse toepassing. Ook de boeddha's zelf waren gekleurd. Een Perzische bron uit ca. 982 n.Chr. beschrijft de beelden als surkh but (rode idool) en khing but (witte/grijze idool). De beelden stonden in rijkgekleurde nissen en waren versierd met goud en edelstenen.
In China is de verspreiding zichtbaar in grote aantallen grottempels die steeds oostelijker werden opgericht, zoals in Bezeklik (Turpan), Kizil (Kuqa), Miran (Xinjiang) naar Dandan Oilik (Taklamakan). Op een kruising aan de oostelijke zijde van de zijderoute, in de regio van Dunhuang, bevinden zich meerdere boeddhistische tempelgrotten zoals de Yulingrotten en de Mogaogrotten. De polychromie heeft in deze klifgrotten te lijden onder verschilfering, afbladdering en zoutuitbloei. De grondstructuur is bovendien erg los; in de Magaogrotten werden de polychrome muurschilderingen aangebracht op panelen van hout voorzien van klei, omdat de grinderige structuur ongeschikt was voor beschildering. Deze grotten staan daarnaast bekend om de beelden van polychrome klei. De Grotten van Longmen staan bekend om de grote stenen beelden in helderkleurig geschilderde ruimtes.

### Koreaanse architectuur (dancheong)

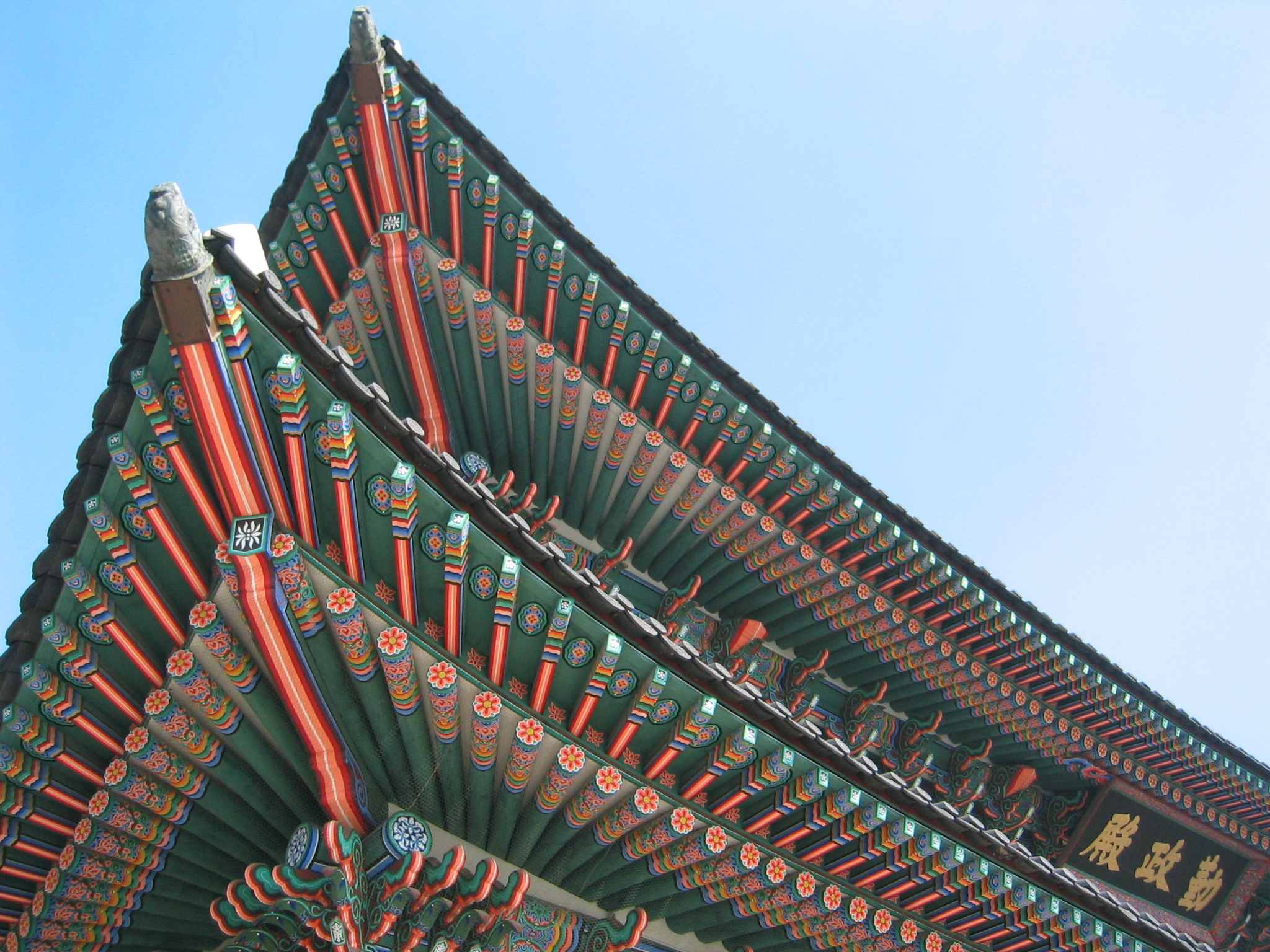
De Koreaanse schildertechniek dancheong op het paleiscomplex Gyeongbokgung uit de Joseondynastie.

Een eeuwenoude schildertechniek op Koreaanse gebouwen is dancheong (단청, 'cinnaber en blauwgroen'). De techniek onderscheidt zich van die in omliggende Aziatische regio's door de verfijning en de helderheid van de kleuren. De techniek ontwikkelde zich onder invloed van het boeddhisme in het Koguryo-koninkrijk (37 v.Chr.-668 n.Chr.). Van het Silla-koninkrijk (57 v.Chr.-935 n.Chr.) is bekend dat het ook op burgerlijke woningen werd toegepast. De oudste resterende dancheongs stammen uit de Goryeodynastie (10e-14e eeuw). In de Joseondynastie (15e-20e eeuw) ontwikkelde de schildertechniek zich verder en kwam het tot volle wasdom.

### Koreaanse schilderkunst (chaesaekhwa)
Koreaanse schilderkunst is grofweg te verdelen in twee groepen: monochrome schilderingen (sumukhwa) en polychrome schilderingen (chaesaekhwa). De eerste chaesaekhwa's werden vervaardigd in het Goguryeo-koninkrijk in koninklijke tombes. De kunst ontwikkelde zich verder in de boeddhistische Goryeo-dynsatie waarin schilderijen met heldere primaire kleuren werden gemaakt. Chaesaekhwa's speelde een brede rol in de samenleving: ze werden toegepast onder het volk en aan het hof en stonden in het teken van het afweren van boze geesten tot het delen van morele lessen. Ze werden bijvoorbeeld toegepast op kamerschermen.

### Japanse architectuur

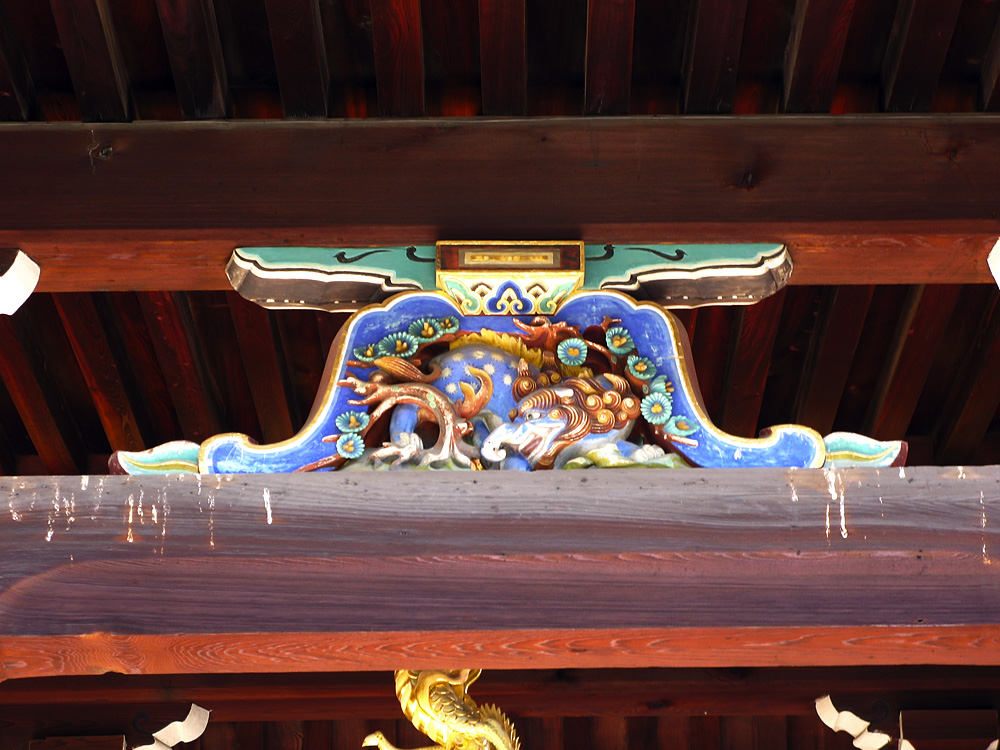
Een kaerumata in de Kitano Tenmangū-schrijn in Kamigyō-ku, Kyoto

In de Japanse architectuur bleef het gebruik van kleuren veelal beperkt vanwege de esthetische opvattingen van het shintoïsme, zoals eenvoud en statigheid. Met de adaptatie van Chinese architectuur en de komst van het (Zen)boeddhisme in de 13e eeuw via Korea zijn wel heldere kleuren toegepast op tempels, maar nadien kwam de nadruk steeds meer te liggen op natuurlijke houtkleuren en eenvoud. Typisch Japans zijn wel de polychroom beschilderde kaerumata: kikkerpootvormige, gebeeldhouwde stutten die bijvoorbeeld werden gebruikt in shintoschrijnen.

### Japans keramiek
In de 17e eeuw, tijdens de Edoperiode, vond een belangrijke ontwikkeling plaats van Japans keramiek. De theecultuur deed de vraag naar porselein stijgen, en na de inval van Toyotomi Hideyoshi in Korea brachten Koreaanse pottenbakkers (als slaven) de kennis en vaardigheden mee. Zij zorgden onder meer voor het blauw-goud-rode Imari-porselein. De Vereenigde Oostindische Compagnie startte in de jaren 1650, mede vanwege spanningen en boycots op de internationale handel met China, met de import van het Imari-porselein.

### Japanse blokdrukkunst (nishik-e)

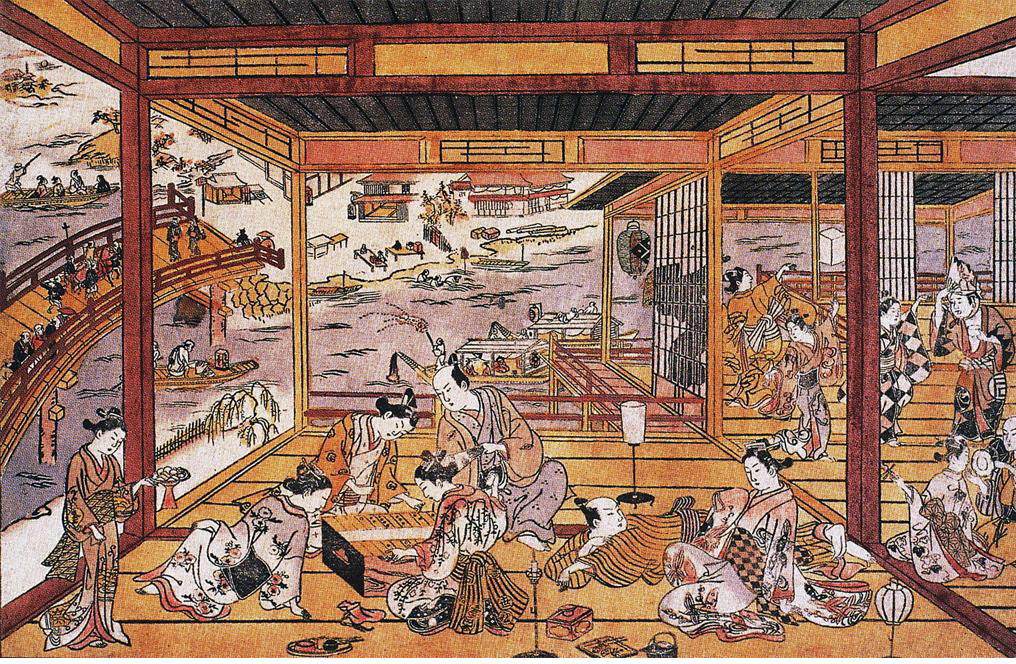
Blokdruk van Okumura Masanobu (1745); het in de Japanse blokdrukkunst geïntroduceerde kleurgebruik wordt ook als polychroom aangeduid.

In de late Edoperiode en de Meijiperiode, van de 18e tot begin 20e eeuw, bloeide de decoratieve kunst in Japan. Een voorbeeld is de ontwikkeling van blokdrukkunst in zowel beeld als kleur, gekenmerkt door de nishik-e (錦絵, veelal in de Ukiyo-e-stijl): kleurrijke illustraties (Engels: polychrome woodblock printing). Aangenomen wordt dat Suzuki Harunobu in 1764 de eerste polychrome drukwerken maakte, nadat rond 1740 al enkele werken in kleur waren gedrukt. Een belangrijke blokdrukkunstenaar was Katsushika Hokusai (1760-1849). Voor elke kleur werd een apart blok gebruikt, wat op kon lopen tot twintig verschillende afdrukken voor een illustratie.

## Europa

### Griekse Neolithische enAegeïschekeramiek en fresco's

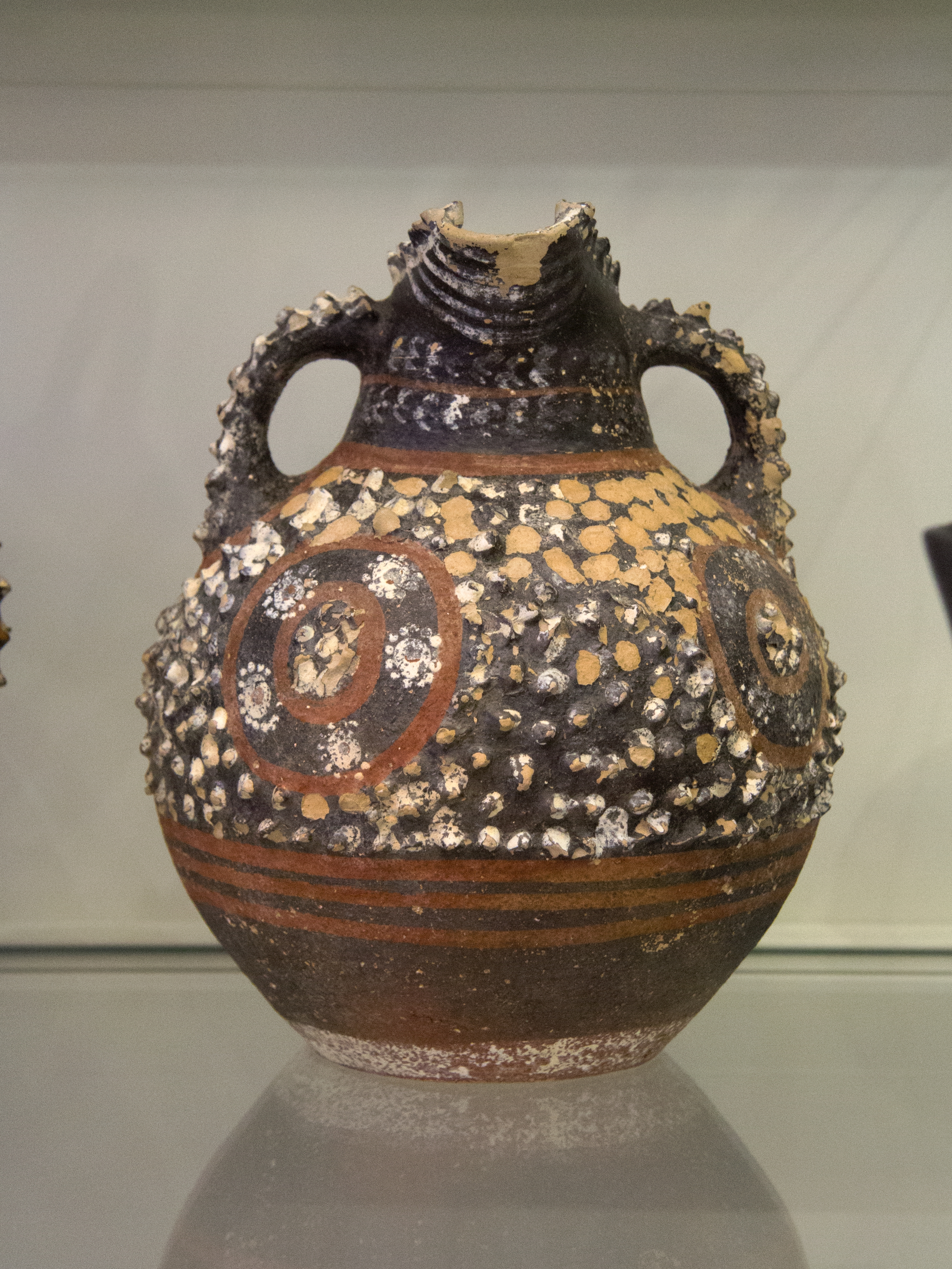
Kamares-aardewerk van de Minoïsche beschaving

Van de Minoïsche beschaving in het Griekenland van vóór het Oude Griekenland geniet met name de Midden-Minoïsche periode bekendheid vanwege het polychrome zogenoemde Kamares-aardewerk, dat van hoge kwaliteit en zeer decoratief was. Veelal bestond de decoratie uit de kleuren rood, blauw en wit, meestal aangebracht op een donkere ondergrond. De productie ervan vond plaats rond het eerste paleis van Phaistos. Ook buiten Kreta zijn kleine hoeveelheden Kamares-waren gevonden, met name in het Middenrijk van Egypte in graven en stortplaatsen, gedateerd tussen de 12e en 13e dynastie. De historische handelsroute Via Maris verbond deze gebieden met elkaar.
Ook staan de culturen bekend om de polychrome fresco's, waarvan de stiersprong-fresco op Knossos een beroemd voorbeeld is. Vermoedelijk was er ook invloed op de Levant, waarvandaan de Hyksos de Minoïsche frescostijl meenamen naar Avaris in Egypte; daar is de in de Minoïsche kunst veel toegepaste stiersprong ook teruggevonden. Ook in Tel Kabri in het noorden van Israël zijn restanten van polychrome fresco's in Aegeïsche stijl gevonden.

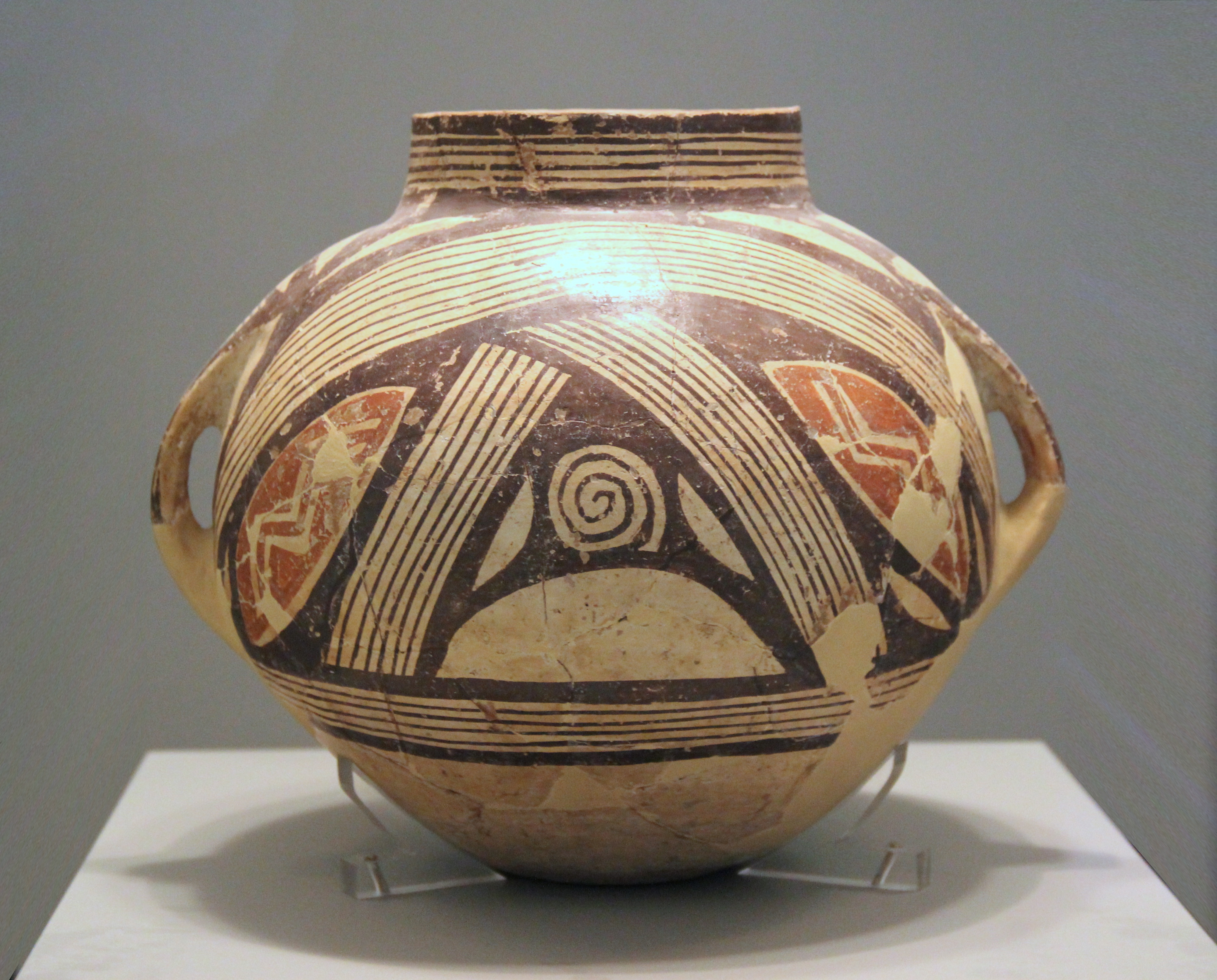
Vaas met polychrome beschildering uit Neolithisch Griekenland (Dimini-cultuur) (5300-3300 v.Chr.)
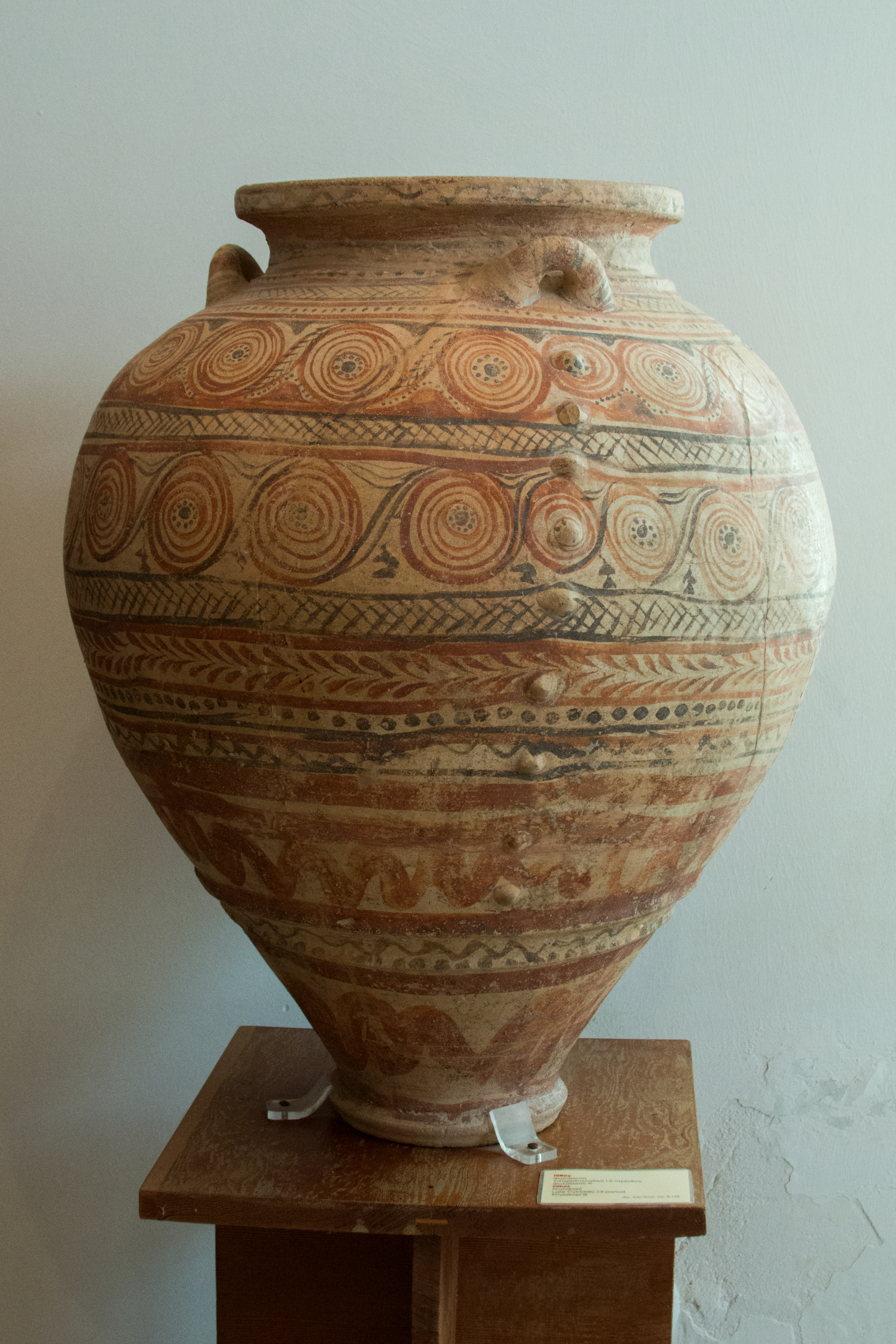
Late Cycladische cultuur
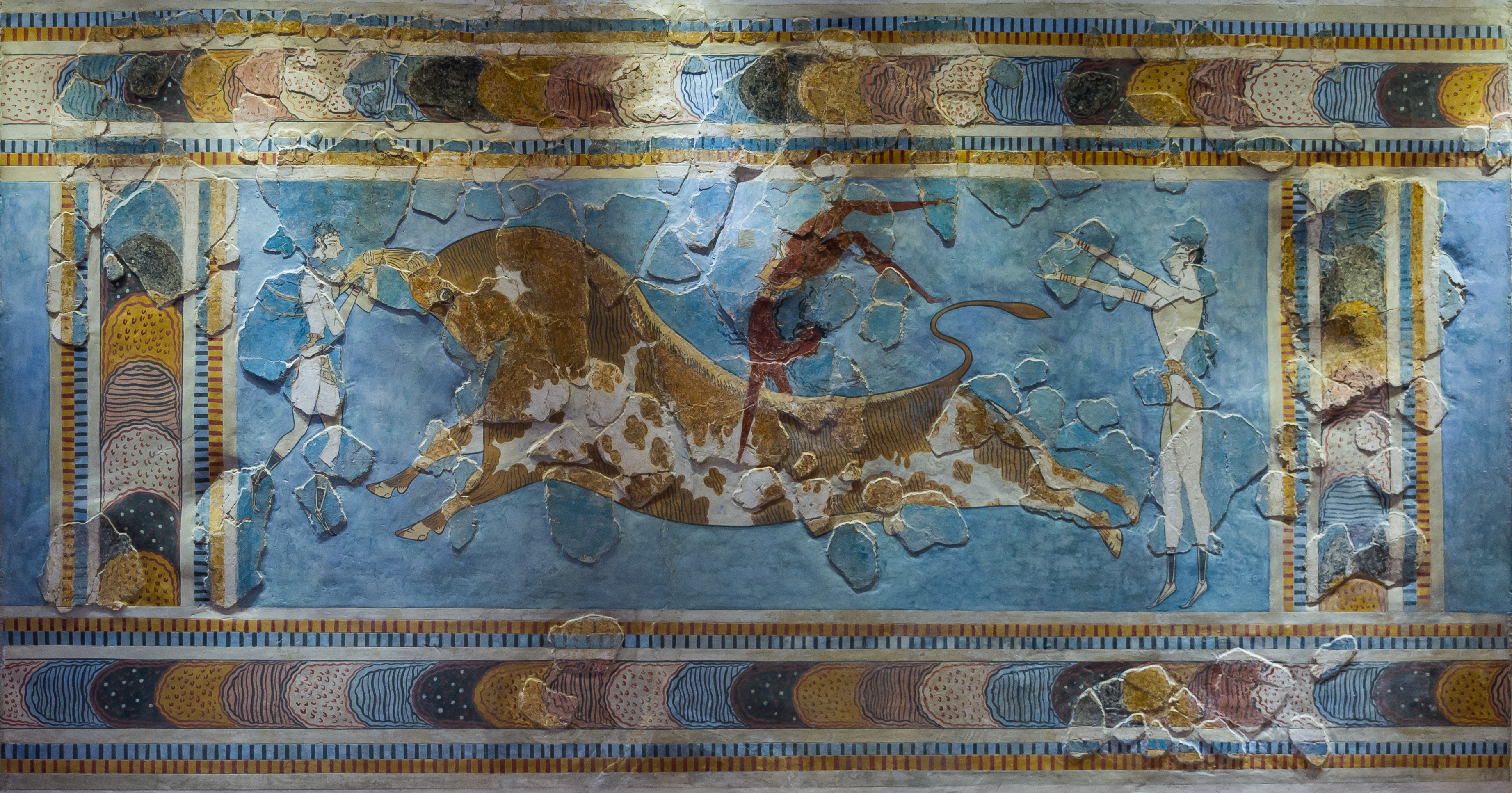
Stiersprong-fresco op Knossos
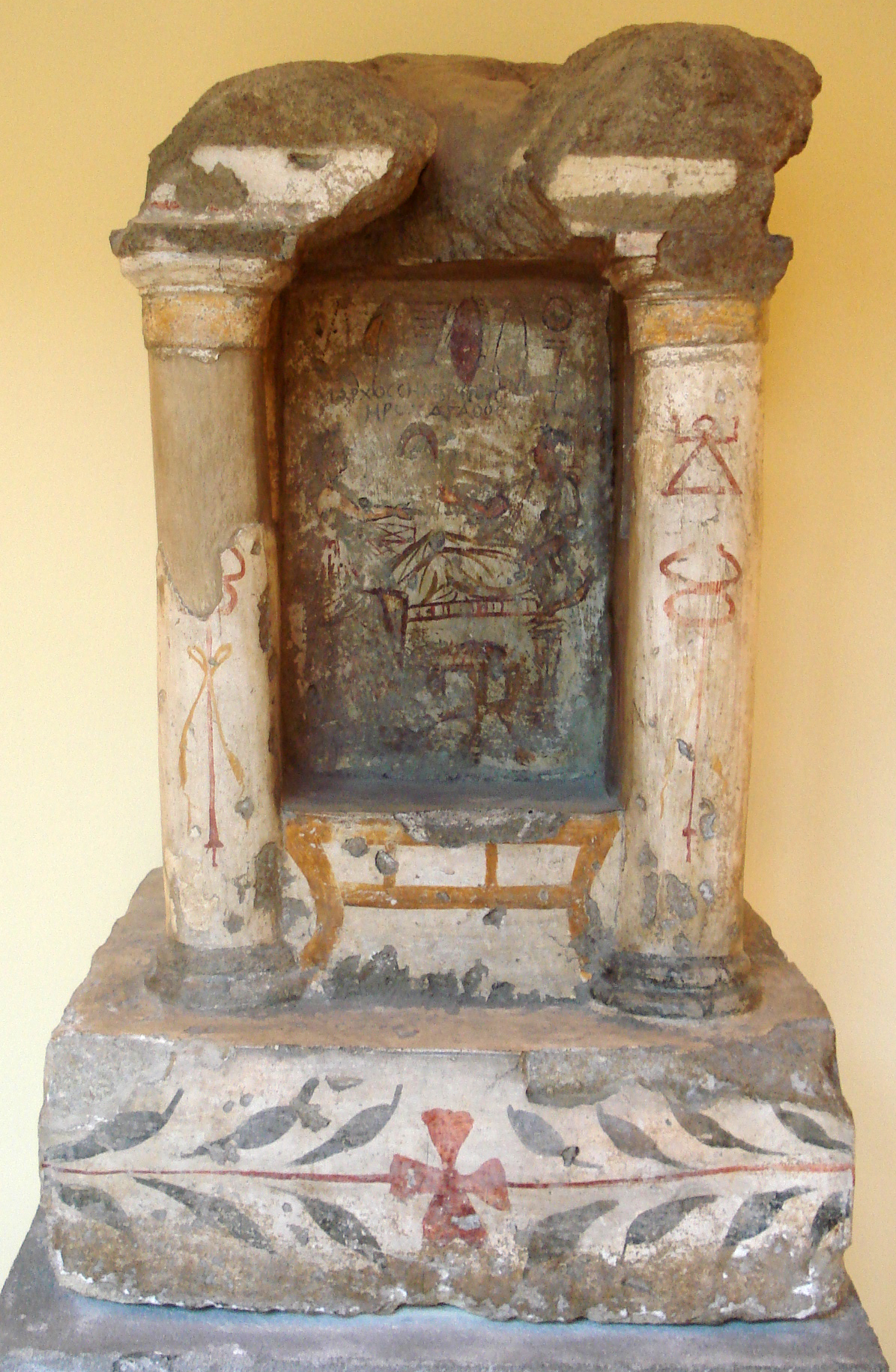
Grieks-Punische begrafenisschrijn met fresco's

### Europese grotschilderingen
's Werelds bekendste en meest bezochte beschilderde grotten zijn waarschijnlijk de Franse Grotten van Lascaux in de Vézèrevallei. In de grotten bevinden zich uitgebreide schilderingen bestaand uit rode, blauwe, bruine en gele pigmenten. Ook licht speelt een rol. De noordwestoriëntatie van de entree heeft tot gevolg dat er tijdens de zonsopgang een schemerig rood licht in de 'Grot der Stieren' valt, wat wordt gezien als een bewust onderdeel van de kunst. Ook in de Spaanse grot Altamira zou in het schemergebied een schuin natuurlijk licht vallen op de polychrome schilderingen, wat de luminantie met de veranderingen van het daglicht doet veranderen.

### Westerse cultuur
Polychromie had een belangrijke rol in de Griekse en Romeinse oudheid, maar omdat de kleuren veelal waren vergaan werd eeuwenlang gedacht dat de klassieke architectuur en beeldhouwkunst enkel draaiden om ruimtes en vormen en de puurheid van de materialen. Veel westerse kunststromingen grepen terug op deze (vermeende) klassieke idealen. Juist vanwege de herontdekking van de kleur in de 19e eeuw kwam de polychromie uit de klassieke oudheid groots onder de aandacht: er ontstond een polychromiedebat.
Ook in de christelijke middeleeuwen was kleur een belangrijk onderdeel van de kunst, die in navolgende kunststromingen ofwel vanuit het puurheidsideaal werd afgewezen, ofwel werd omarmd. Vooral in de neogotiek werd getracht de middeleeuwse polychromie te herstellen en vormde ze inspiratie voor kleurgebruik in nieuwe gebouwen.

## Noord-Amerika

### Noord-Amerikaanse rotsschilderingen

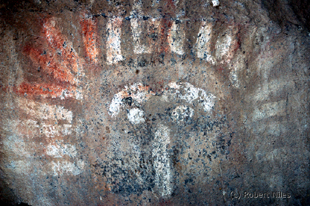
Rotstekening behorend tot de Yakima polychrome style (Noord-Amerika)

Ook in Noord-Amerika zijn polychrome rotstekeningen bekend, gemaakt door meerdere Indianenstammen. Voorbeelden hiervan zijn grote aantallen rood-witte tekeningen in het Columbia-plateau in het noordwesten van de Verenigde Staten die tot de Yakima polychrome style worden gerekend. In de Valley of the shields in Montana zijn polychrome rotsschilderingen gevonden met vijf verschillende kleuren.

### Noord-Amerikaans keramiek

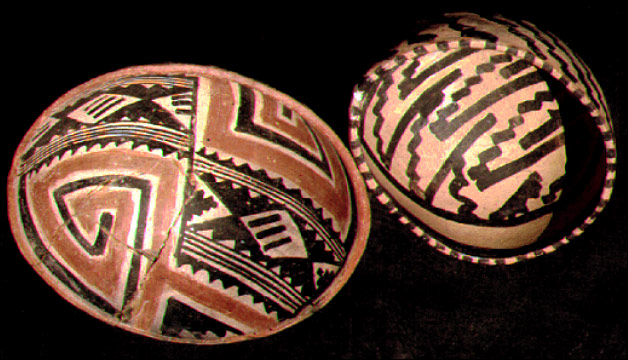
Tonto-polychromie, aardewerk dat wordt geschaard onder Roosevelt Red Ware of Salado Polychrome

Ook voor diverse typen archeologische vondsten van rood aardewerk wordt de term polychroom gebruikt. Een van de bekendste gedefinieerde types is het Salado polychrome of Roosevelt Red Ware, waarin diverse ondersoorten worden onderscheiden. Het type is gebaseerd op een groot aantal vondsten gedateerd van 1360 tot 1450 n.Chr. in het gebied tussen de Little Colorado en de Agua Fria in Arizona, de Cliff-vallei in New Mexico en Paquimé (Casas Grandes) in Mexico. Laatstgenoemde plaats geniet ook bekendheid vanwege anderkleurig polychroom aardewerk, het gelige Ramos-polychrome aardewerk van de Mogollon-cultuur die tussen 1150-1350 de bloeitijd kende.

### Meso-Amerikaans keramiek
De wijze waarop polychromie in Meso-Amerika werd toegepast, overlapte sterk bij de verschillende culturen. Polychromie werd zowel aangebracht op aardewerk zoals vazen, als toegepast in de architectuur. Tijdens de Late klassieke periode (600–900 n.Chr.) ontstond een regionale polychrome keramiek-traditie als gevolg van actieve handel van de Maya's in de regio. Voorbeelden zijn de Mayaanse Copador-polychromie (vernoemd naar de stad Copán) en de Ulua-polychromie (genoemd naar de rivier Ulúa) waarvan voorbeelden zijn gevonden in Honduras: rijk gedecoreerd aardewerk met zwarte, rode, oranje en witte pigmenten.

### Meso-Amerikaanse architectuur en beeldhouwkunst

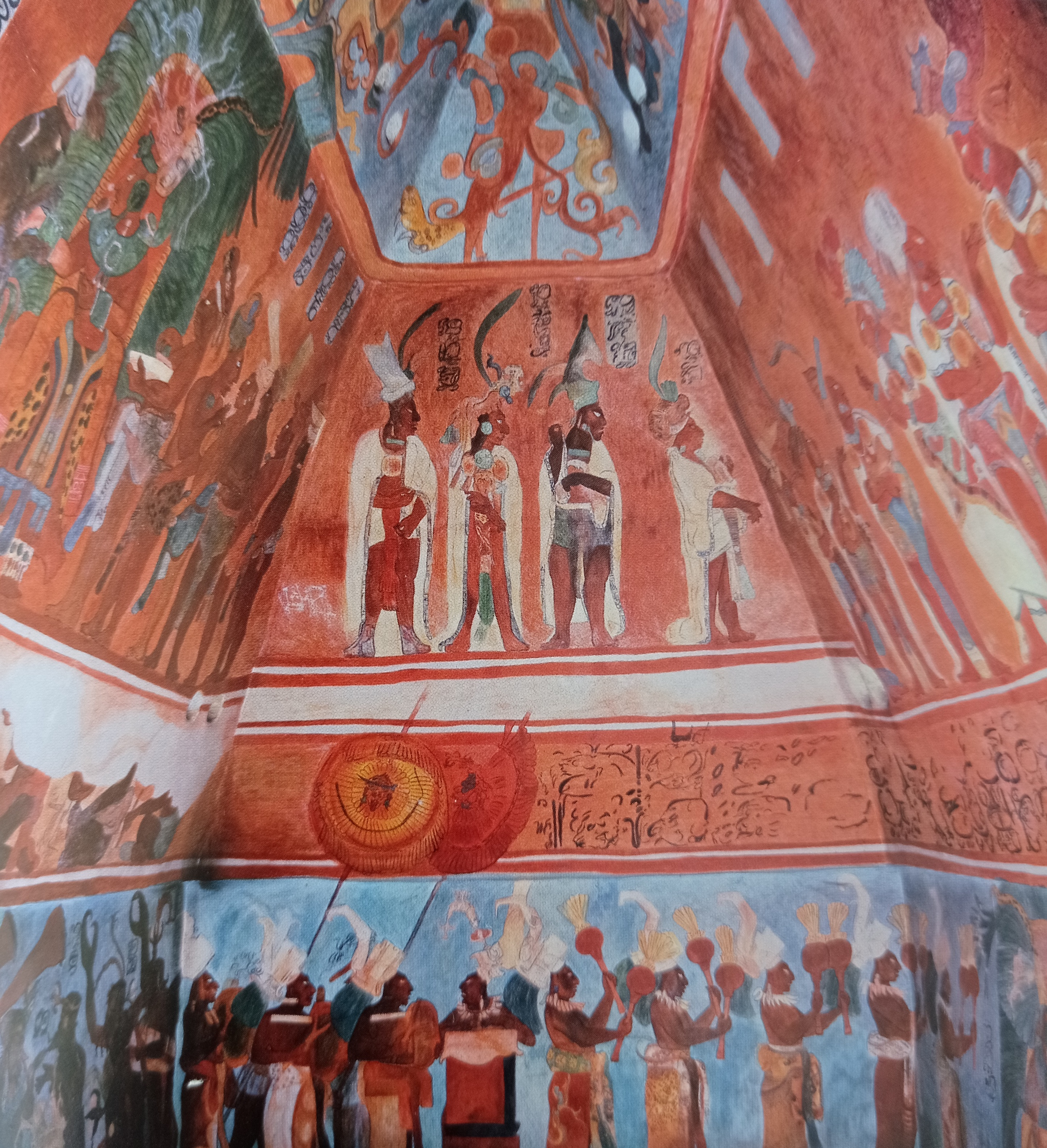
Muurschilderingen van de Maya-cultuur in Bonampak (580-800 n.Chr.)

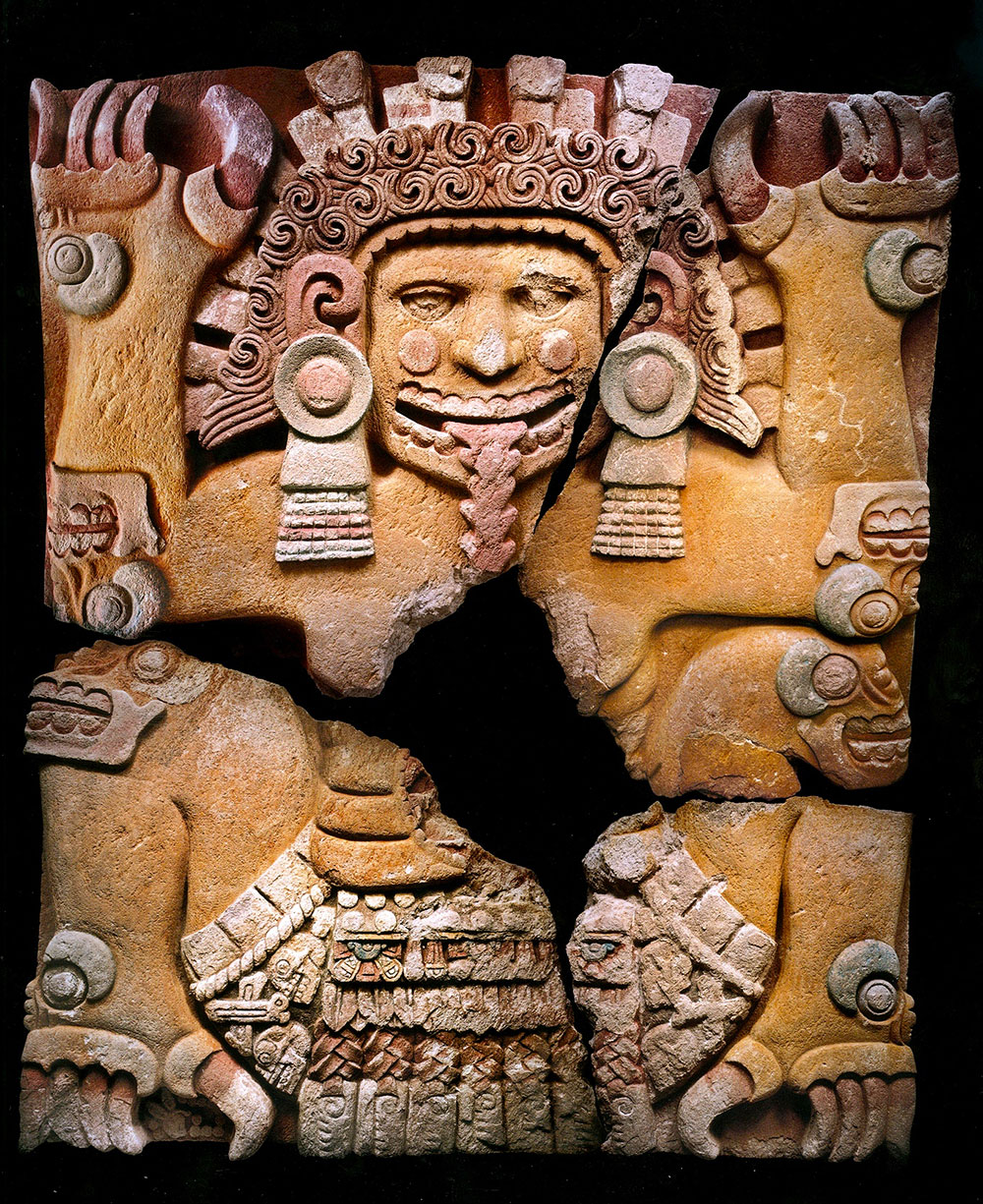
Gebeeldhouwde monoliet van de Azteekse god Tlaltecuhtli, in 2006 opgegraven in Mexico-Stad.

In de postklassieke periode (900-1519 n.Chr.) werd het kenmerkende kleurgebruik van de Azteken door toenemende interactie overgenomen door de omliggende beschavingen, zoals de Maya's en de Mixteken. Pas in de 20e eeuw werd de uitgebreide toepassing van polychromie herontdekt. Zowel nieuwe vondsten als pigmentresten van schilderingen op reeds bekende werken droegen daaraan bij. Maar ook de vele codices geven een goed beeld van het kleurgebruik in de cultuur. Een belangrijk kenmerk van de polychromie was dat niet alleen de kleuren zelf, maar des te meer het gebruikte materiaal of de totstandkoming van het pigment betekenis gaven. Zo werd voor de god Tlaloc voor de zwarte kleur zowel rubber als roet gebruikt.
In de architectuur zijn bij de noordelijke Maya's al sporen van verf te vinden op tal van constructies van de formatieve tot de postklassieke periode (ca. 800 tot 1000 n.Chr.) variërend van volledig roodgeschilderde gebouwen tot gevarieerde gepolychromeerde motieven zoals menselijke figuren. Er wordt onderscheid gemaakt tussen de vroege polychromie en later ontwikkelde volledige polychromie. De vroege polychromie bevatte de kleuren rood, zwart en crème, aangevuld met tinten van roodmengsels zoals roze of oranje. Met de volledige polychromie werden naast nieuwe hoofdkleuren ook nieuwe secundaire kleuren toegevoegd, waaronder groen- en geeltinten. In Cerros in de oostelijk gelegen laaglanden is een plotselinge overgang tussen deze tijdperken vastgesteld, plaatsvindend gedurende het einde van de formatieve periode. Een aparte stijl muurschilderingen in de volledige polychromie-stijl is toegepast in Bonampak, Yaxchilán, La Pasadita en Palenque.
Van verschillende culturen zijn bovendien de gekleurde zogenaamde greca's bekend; dit waren friezen met mozaïekwerk en geometrische decoratie. In de verschillende codices over de Mixteekse cultuur, waaronder de Codex Selden en de Codex Zouche-Nuttall, zijn overwegend polychrome greca-panelen weergegeven, en in mindere mate (onderling verschillende) bichrome panelen. De oudste bekende vastlegging van dergelijke greca's en polychromie zijn gevonden op een urn die gedateerd is op 700 n.Chr.

### Nicoyaans keramiek

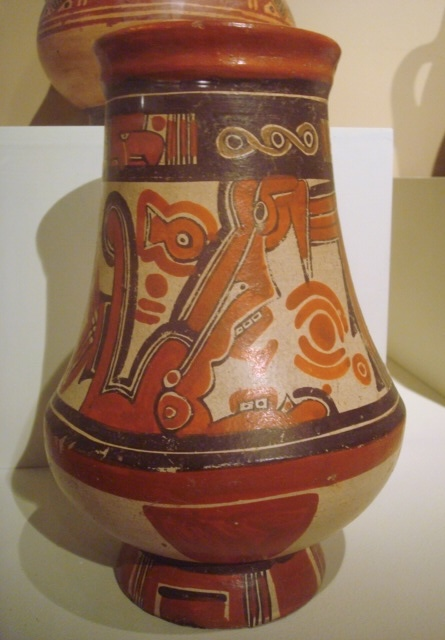
Vaas met Papagayo-polychromie uit Costa Rica

In Nicaragua en Costa Rica is veel bichroom en polychroom aardewerk gevonden, Nicoya-polychromie genoemd, dat door archeoloog Albert Holden Norweb (op basis van een indeling van archeoloog Michael D. Coe) chronologisch is ingedeeld in de Gezoneerde Bichrome Periode, Vroege Polychrome Periode, Middelste Polychrome Periode en de Late Polychrome Periode. Deze indeling is niet absoluut gedateerd, maar bepaald op overeenkomsten. De methodiek verschilt enigszins in de verschillende regio's, met name in de Late Polychrome Periode. De grootste productie met eveneens de grootste diversiteit vond plaats tussen 800 en 1200, toen er een goede handel was met zowel Meso-Amerika als Zuid-Amerika. Met name de Papagayo-polychromie is bekend, waarin vormen van Meso-Amerikaans aardewerk uit de formatieve periode te herkenen zijn.

## Oceanië

### Melanesische beeldhouwkunst

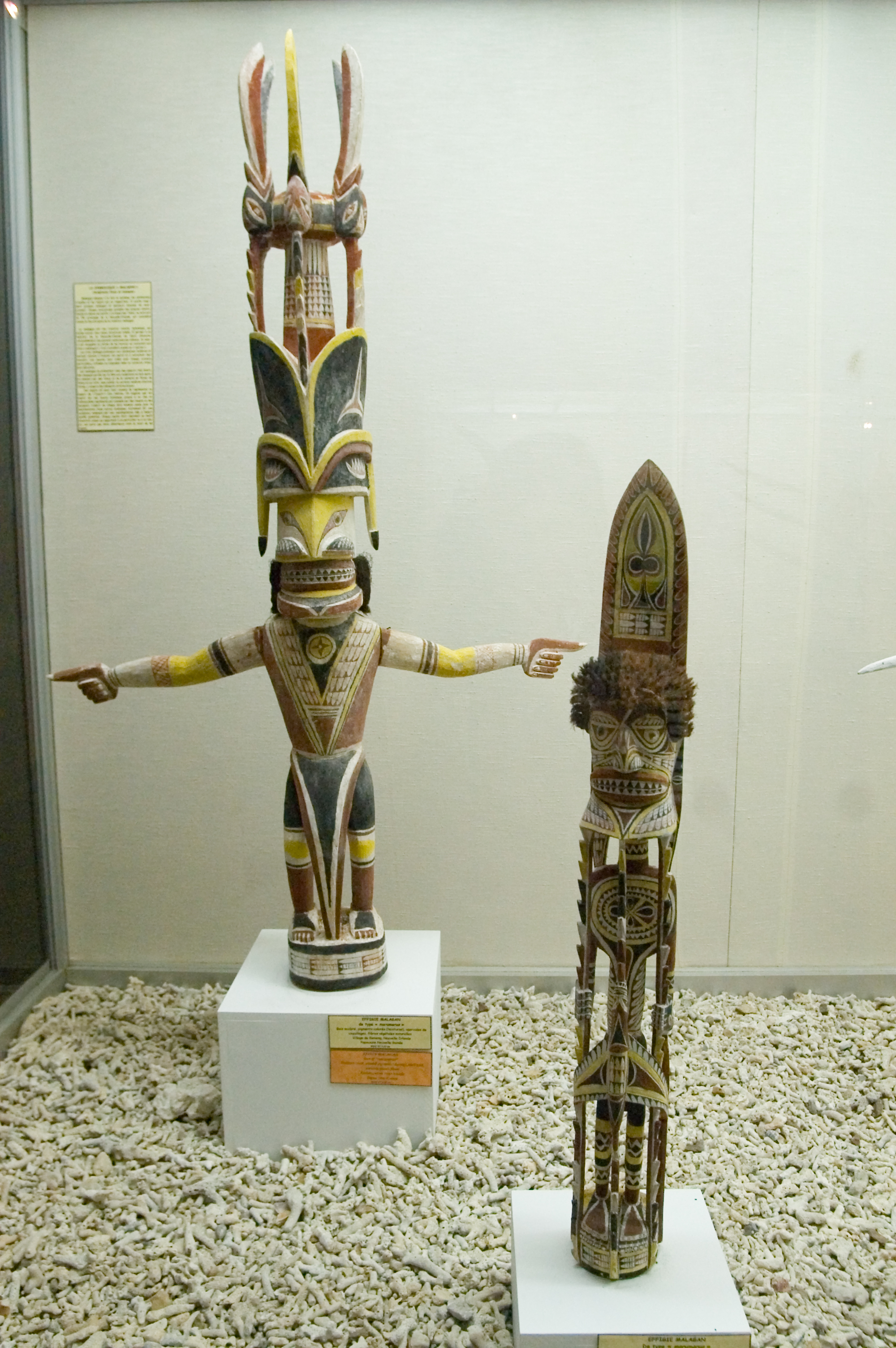
Malagans: beschilderd complex houtsnijwerk uit Papoea-Nieuw-Guinea, Melanesische eilandengroep

In de Stille Oceaan heeft de polychrome beeldhouwkunst binnen de Melanesische cultuur veruit de grootste rol; binnen bijvoorbeeld de Polynesische kunst wordt veel minder kleur toegepast. Over het algemeen zijn de Melanesische beelden waar kleur een belangrijk onderdeel van uitmaakt dramatischer en hebben ze een relatie met het bovennatuurlijke, zoals de malagans. De toegepaste kleuren zijn rood, zwart, wit, geel en soms blauw. Naast de toepassing van kleur is het houtsnijwerk vaak complex bewerkt.

### Australische rotsschilderingen
Verder wordt in Oceanië de term polychromie in belangrijke mate gebruikt in de beschrijving van rotsschilderingen, die verspreid over Australië, maar ook in bijvoorbeeld het oostelijk Hoogland van Nieuw-Guinea gevonden zijn. Onderzoek naar drie grote rotsschilderingen in Nawarla Gabarnmung (Arnhemland, Noord-Australië) gaf inzicht in geleidelijke verandering van de stijl van de schilderingen aldaar. Tussen 1430 en 1640 werden witte pigmenten populairder, waarna tussen 1640 en 1930 rood nog relatief zelden werd gebruikt. Naast monochrome en bichrome schilderingen met wit als basis, nam ook het aantal polychrome schilderingen met wit als basis toe.

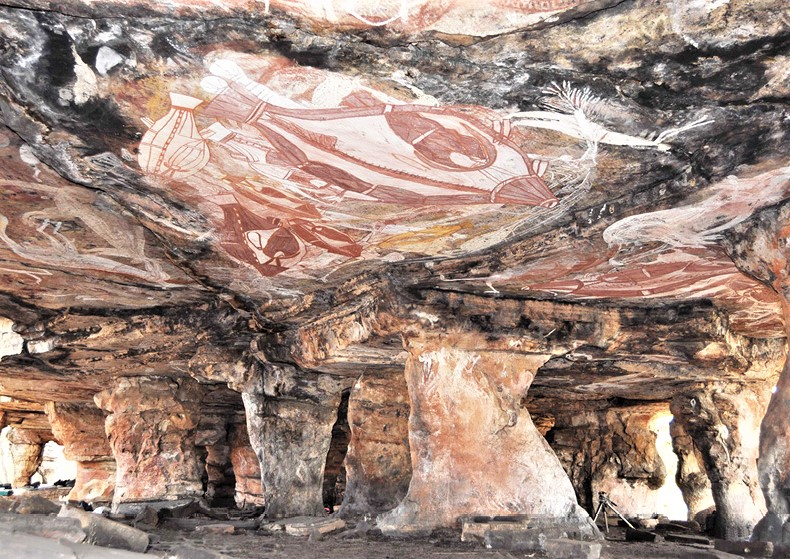
Twee grote Barramundi in de Nawarla Gabarnmung-grot in Arnhemland, Noord-Australië
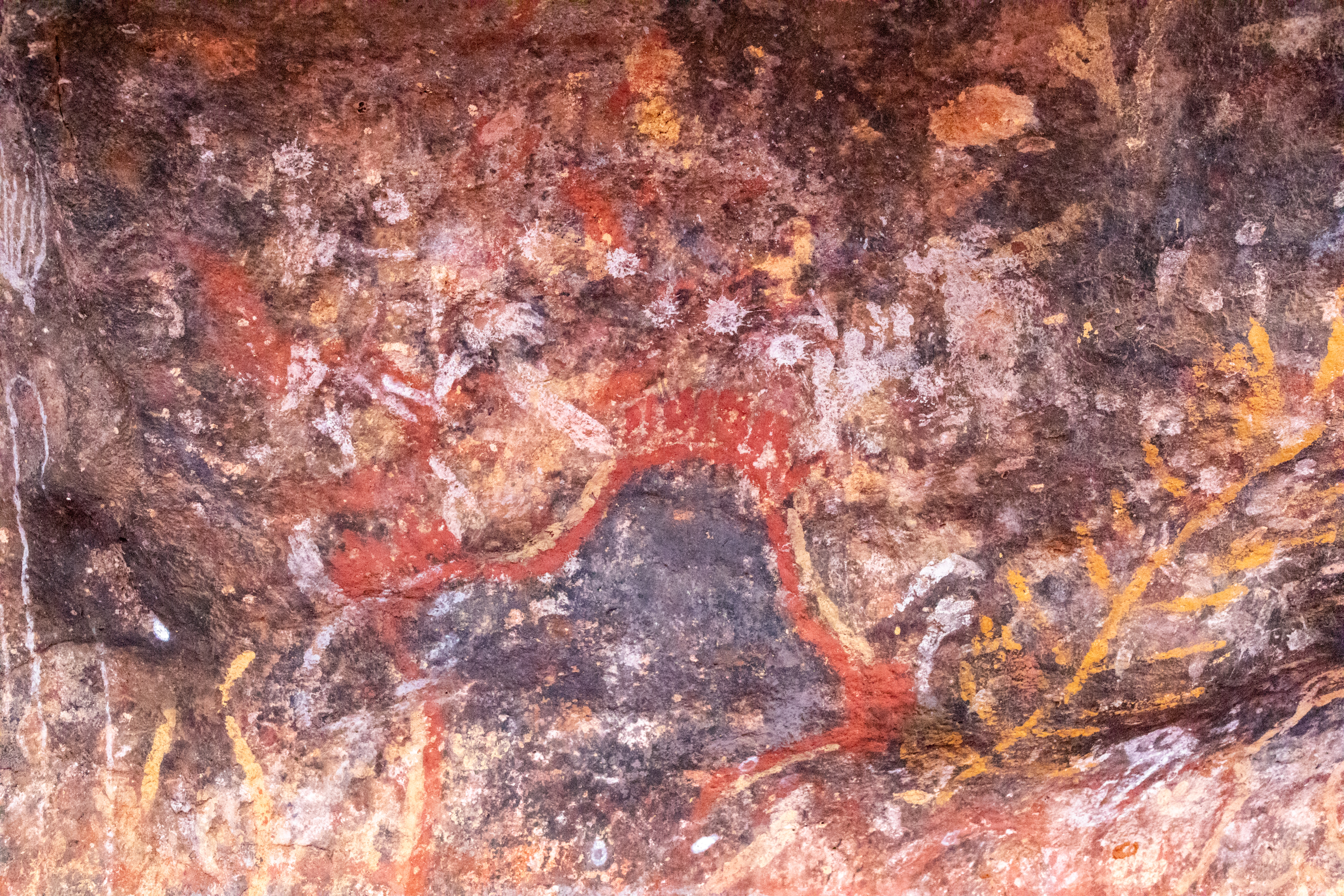
Schilderingen in het Nationaal park Uluṟu–Kata Tjuṯa, Centraal-Australië

## Zuid-Amerika

### Keramiek in de Amazone

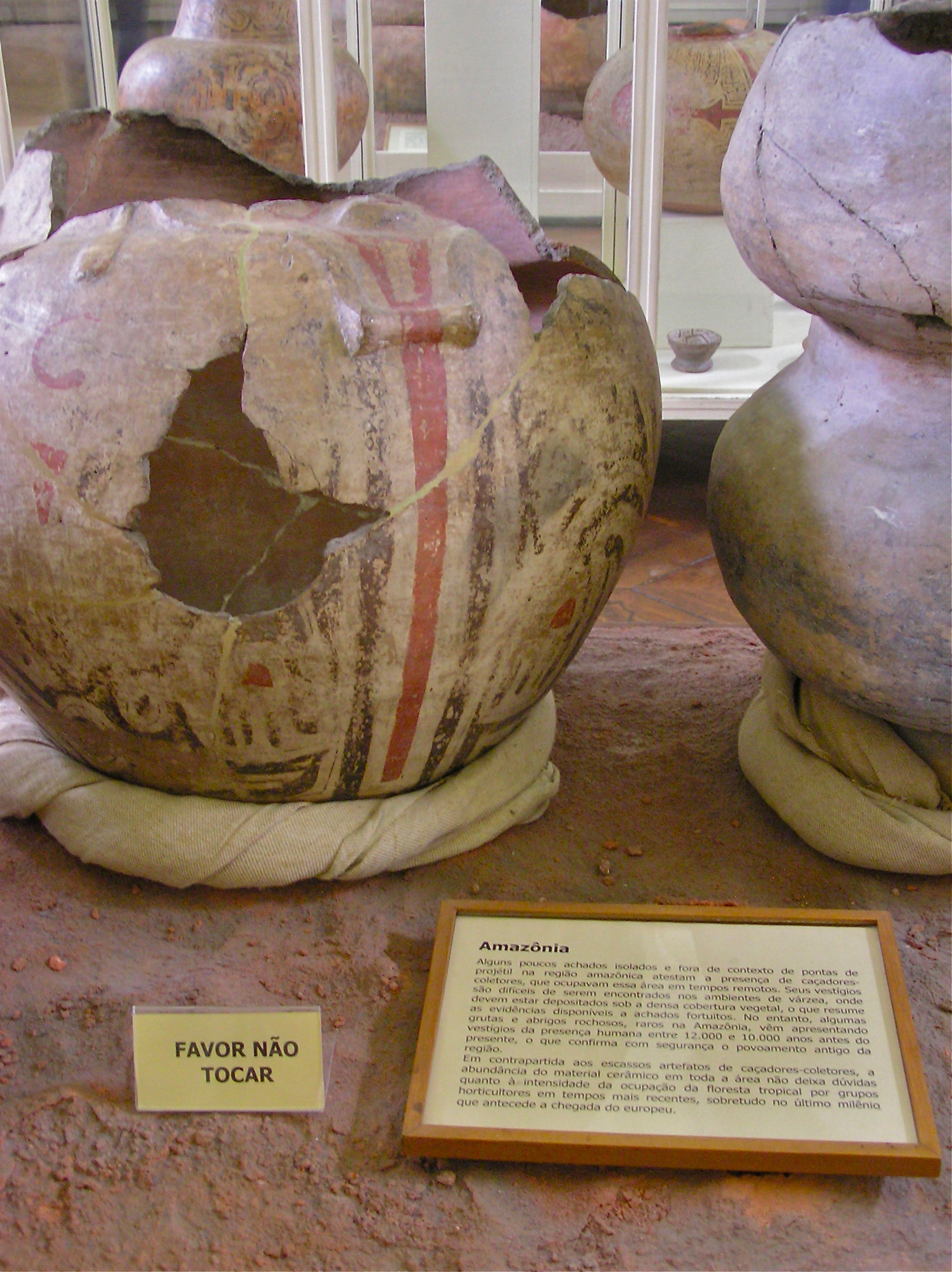
Pot met polychrome decoratie, gevonden in het huidige Brazilië

In het Amazonegebied wordt de term polychromie in het bijzonder gebruikt bij archeologische vondsten passend in de zogenoemde Polychrome Traditie. Deze duidt een groot aantal vindplaatsen van polychrome kunst aan in het stroomgebied van de Amazone vanaf het Andesgebergte tot het eiland Marajó bij de uitmonding in de Atlantische Oceaan. De vondsten betreffen met name beschilderd keramiek en bevatten elementen van verschillende culturen, waaronder de Tupi.
De Polychrome Traditie is een voorbeeld van een hybride archeologische cultuur als resultaat van culturele interactie tussen lokale en immigrantengroepen. Een theorie is dat de cultuur in het zuidwesten begon, ten noorden van het Madeirabassin. De opgravingen in dat gebied zijn de oudst gedateerde vondsten in het Amazonegebied. In het lager gelegen gebied rond de rivieren Tapajós, Nhamundá en Trombetas zijn geen polychrome vindplaatsen; de meeste van de opgravingen hier betreffen fijn gedecoreerd keramiek van de Incised-Punctated Tradition, waarvan wordt aangenomen dat deze pas na de Polychrome Traditie opkwam.

### Keramiek van de Andesbeschavingen

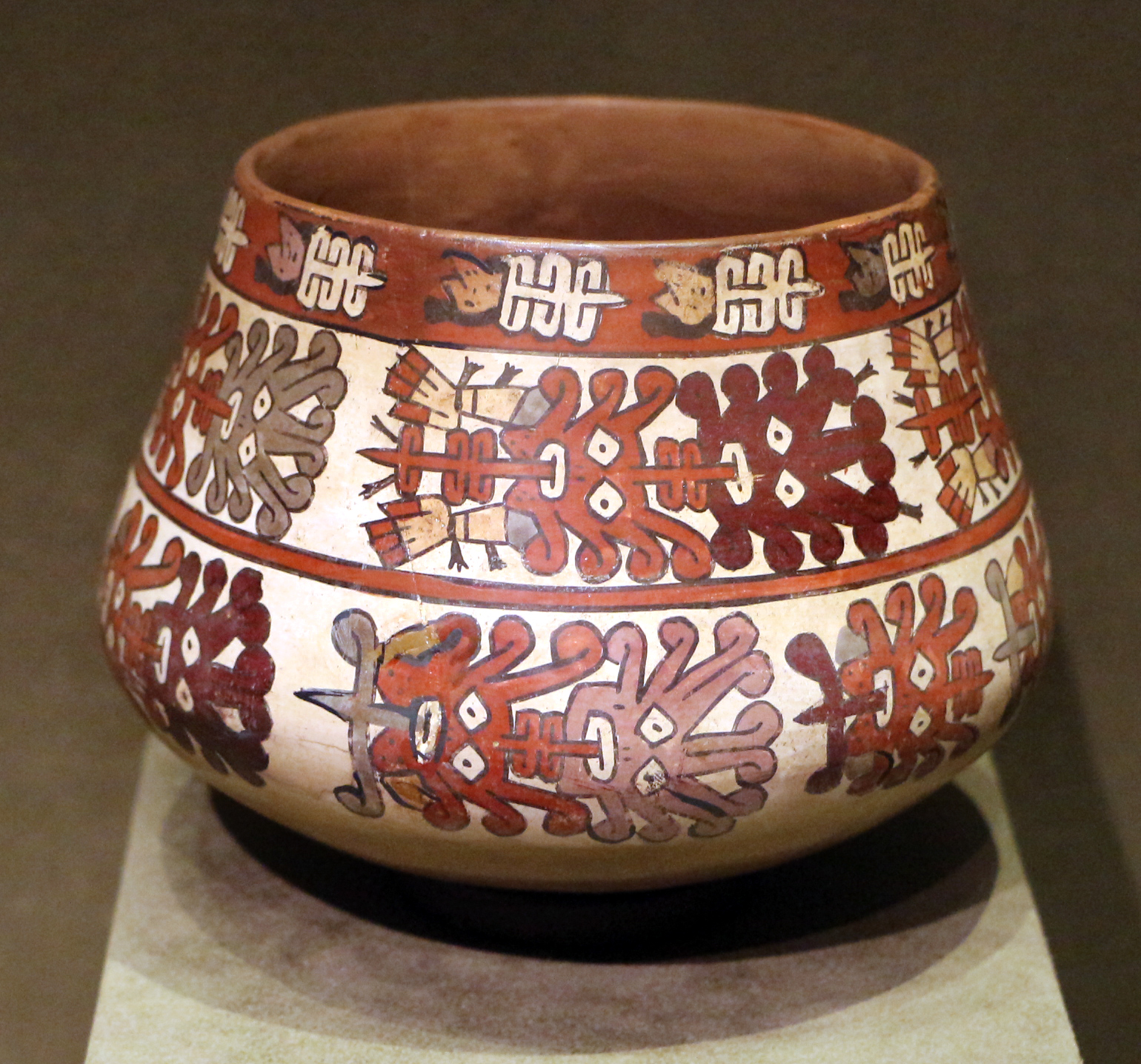
Polychroom aardewerk (100 v.Chr.-600 n.Chr.) van de Nazcacultuur (Peru)

Veel van de Andesbeschavingen op het grondgebied van het huidige Peru maakten veelkleurig aardewerk. Van de kustzone tot de hoogvlakte worden diverse stijlen onderscheiden, aangeduid met de locaties of de culturen, zoals de Ayacucho-polychrome stijl rond de stad Ayacucho en de Wari-polychrome stijl van de Wari-cultuur. Ook de Nazcacultuur geniet bekendheid om haar polychrome waren. Van de Inca's is polychroom keramiek in grote aantallen aangetroffen in het binnenland en in de provinciale centra van Cuzco tot Quito.